# 飯田線
飯田線（いいだせん）は、愛知県豊橋市の豊橋駅と長野県上伊那郡辰野町の辰野駅を結ぶ東海旅客鉄道（JR東海）の鉄道路線（地方交通線）である。

## 概要
開業からダム建設輸送、第二次世界大戦下の国有化、国鉄分割民営化と、折々の時代の要請の中で、愛知県、静岡県、長野県に跨る険しい山岳地帯を貫いて全通を果たし、現在も三遠南信を南北に縦貫し、愛知県東三河地方と静岡県浜松市天竜区北西部、長野県中南信地方の都市や農山村を結んでいる。起点の豊橋駅から終点の辰野駅を経て、長野県の上諏訪駅まで各駅に停車して直通する列車もあり、豊橋駅から辰野駅までは約6時間かかるが、一度も乗り換えることなく行くことができる。1983年までは旧形国電の宝庫として鉄道ファンの注目を集め、現在でも天竜川の険しい渓谷を縫うように走る車窓風景や、小和田駅や田本駅などのいわゆる秘境駅の存在から鉄道ファンや旅行者に人気がある路線であり、JR東海も観光客向けの臨時列車として、急行「飯田線秘境駅号」を運行している。
元々は直結していたものの4社に分かれていた私鉄（豊川鉄道、鳳来寺鉄道、三信鉄道、伊那電気鉄道）の路線を、戦時国有化・統合したことで成立した路線であり、駅はほぼ開通時の沿線集落ごとに設けられている。このため駅間距離が旧国鉄の地方路線としては著しく短いことが特徴で、全長195.7 km中に起終点を含めて94もの駅があり、平均駅間距離は約2.1 kmと、大都市の市街地路線並みの短さである。地方鉄道の簡易な規格で建設されたことから速度は低く、急カーブや急勾配も多く見られ、中でも赤木駅 - 沢渡駅間の最大勾配は40 ‰で、信越本線の横川駅 - 軽井沢駅間（碓氷峠）廃止後は、JR線で最急の勾配となった。かつては分岐器にスプリングポイントも多用されており、これも速度向上の妨げの要因になった。また、山岳区間を中心に大小138本のトンネルが存在する。特に、半数の68本が平岡駅 - 天竜峡駅間の22.4 kmに集中しており、同区間では約46 %がトンネルで占められている。飯田線には鉄道トンネルとしては珍しい素掘りトンネルが14箇所に存在している。
急峻な地形を縫う線形から、過去にはしばしば鉄道事故が発生した。1955年1月に落石に電車が乗り上げて天竜川へ転落した事故では、「落石騒ぎは年中行事」と新聞記事の見出しで扱われた。当時は、防護対策工事を進めるとともに全国一といわれるほど多くの監視員が配置されていた。
豊橋駅 - 本長篠駅間はICカード「TOICA」の利用エリアに含まれ、他のTOICAエリアの路線と同じく全国相互利用サービスのICカードが利用できる。
豊橋駅 - 豊川駅間は、沿線にある日本車輌製造豊川製作所で製造された車両の輸送に用いられており、2004年までは同所で製造されたフル規格（標準軌）の新幹線車両も、狭軌の在来線用の台車に交換したうえで、この区間を通過していた。
この路線は、三河川合駅 - 水窪駅間で建設中の三遠南信自動車道（東栄IC - 佐久間川合IC間は供用中）と並走している。

### 名鉄との共用区間
豊橋駅 - 豊川駅間の複線区間のうち、豊橋駅 - 平井信号場間は名古屋鉄道（名鉄）名古屋本線と共用しており、JR東海が所有する下り線を飯田線と名鉄名古屋本線の下り列車（中部天竜・名鉄岐阜方面行）が通り、名鉄が所有する上り線を同名古屋本線と飯田線の上り列車（豊橋方面行）が通る（重複区間ではない）。これは、1927年6月に愛知電気鉄道（名鉄名古屋本線の前身）の豊橋延長に際し、豊川鉄道（飯田線大海駅以南の前身）と線路共用を行う協定が結ばれ、これが現在にまで踏襲されているものである。この区間にある船町駅と下地駅には名鉄の列車は停車しない。
共用区間の運行管理は上下線ともJR東海が行っており、基本的に飯田線列車の運行が優先される。共用区間の名鉄の列車は1時間に最大6本に制限されている。制限速度も85 km/h以下に抑えられ、遅延が長引くと入線できず、伊奈駅以西で折り返すことがある。また、名鉄の列車はミュージックホーンを使用しない。

平井信号場。豊橋駅からここまでは名鉄と路線を共用。
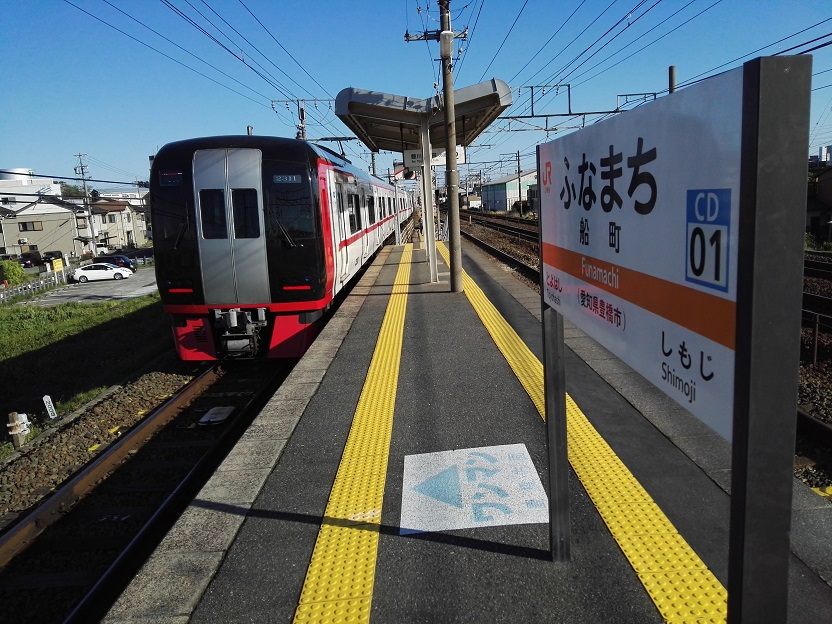
船町駅を通過する名鉄列車

### 路線データ
- 管轄・路線距離（営業キロ）：
  - 東海旅客鉄道（第一種鉄道事業者）：
    - 豊橋駅 - 辰野駅間 195.7 km

  - 日本貨物鉄道（第二種鉄道事業者）：
    - 豊橋駅 - 豊川駅間 (8.7 km)
    - 元善光寺駅 - 辰野駅間 (61.9 km)
- 軌間：1067 mm
- 駅数：94駅（起終点駅含む）
  - 飯田線所属駅に限定した場合、豊橋駅（東海道本線所属[11]）と辰野駅（中央本線所属[11]）が除外され、92駅となる。
- 複線区間：
  - 複線：豊橋駅 - 豊川駅間（豊橋駅 - 平井信号場間は名鉄名古屋本線と共用。詳細は後述）
  - 単線：豊川駅 - 辰野駅間
- 電化区間：全線電化（直流1500 V）
- 閉塞方式：自動閉塞式（特殊）（豊川駅 - 辰野駅間）
- 保安装置：ATS-PT（豊橋駅 - 平井信号場間はM式ATSを併設）
- 最高速度：85 km/h
- 運転指令所：東海総合指令所

全線がJR東海東海鉄道事業本部の直轄である。ただし、辰野駅は東日本旅客鉄道（JR東日本）が鉄道資産を保有し、上り場内信号機が資産上の境界となっている。国鉄時代は愛知県内および長野県内も含めて、全線が静岡鉄道管理局（現・JR東海静岡支社）の管轄であった。

## 歴史
飯田線の経路は、三遠南信・伊那谷地域を経由して東海道本線と長野県を結ぶものであり、明治時代以来長い時間をかけて建設が進められたルートである。特に大正期以降に建設・延伸された区間については、この時代に中部山岳地帯各地において盛んに行われた水力発電所建設に伴う資材の輸送を担うべく延伸が促進されたものであり、合わせて早期に電化が行われる一因ともなった。

### 豊橋駅 - 三河川合駅間
豊橋駅 - 大海駅間は豊川鉄道が開通させた。1897年（明治30年）に最初の区間として豊橋駅 - 豊川駅間が開業、大海駅まで開通したのは1900年（明治33年）である。1925年（大正14年）に全線が電化され、翌年には名古屋からの路線を延ばしてきた愛知電気鉄道（名古屋鉄道の前身の一つ）が乗り入れを開始している。
大海駅 - 三河川合駅間は豊川鉄道傍系会社の鳳来寺鉄道により1923年（大正12年）に開業した。豊川鉄道と同年に電化されている。

#### 豊川鉄道
- 1897年（明治30年）
  - 7月15日：豊川鉄道 豊橋駅 - 豊川駅間（5M30C≒8.65 km）が開業[2]。豊橋駅（国有鉄道と共有）・牛久保駅・豊川駅が開業。
  - 7月22日：豊川駅 - 一ノ宮駅間（2M3C≒3.28 km）が延伸開業[2]。一ノ宮駅（現在の三河一宮駅）が開業[2]。
- 1898年（明治31年）
  - 3月13日：小坂井駅が開業。
  - 4月25日：一ノ宮駅 - 新城駅間（6M3C≒9.72 km）が延伸開業[2]。東上駅、新城駅が開業。
- 1899年（明治32年）
  - 10月19日：長山駅が開業。
  - 12月11日：豊橋駅から豊川鉄道の駅が吉田駅として分離[2]。
- 1900年（明治33年）
  - 9月23日：新城駅 - 大海駅間（3M74C≒6.32 km）が延伸開業して豊橋駅 - 大海駅間全[2]通。大海駅が開業[2]。
  - 11月7日：貨物支線 吉田駅 - 船町駅間（1M6C≒1.73 km）が開業[2]。（貨）船町駅（初代）が開業。
  - 12月15日：川路駅（現在の三河東郷駅）が開業。
- 1902年（明治35年）
  - 4月1日：貨物支線（吉田駅 - 船町駅間）と本線の分岐点に船町分岐点を設置。
  - 11月12日：MC表示からマイル表示に簡略化（吉田駅 - 大海駅間 17M30C→17.4M、吉田駅 - 船町駅間 1M6C→1.1M）。
- 1903年（明治36年）3月15日：大海駅を長篠駅に改称。
- 1914年（大正3年）1月1日：東新町駅が開業。
- 1916年（大正5年）1月1日：一ノ宮駅を三河一宮駅に改称。
- 1918年（大正7年）1月1日：野田城駅が開業。
- 1925年（大正14年）
  - 7月：吉田駅 - 長篠駅間が電化。
  - 12月23日：下地停留場が開業。
- 1926年（大正15年）
  - 4月1日：愛知電気鉄道が豊川鉄道の小坂井駅 - 豊川駅間に乗り入れ開始。
  - 4月2日：小坂井駅 - 豊川駅間が複線化[2]。
  - 5月1日：茶臼山駅が開業。
  - 11月10日：江島渡停留場（現在の江島駅）が開業。
- 1927年（昭和2年）6月1日：新船町停留場（現在の船町駅）開業[3]。下地駅 - 小坂井駅間に平井信号所開設。愛知電気鉄道が豊川鉄道の吉田駅 - 平井信号所間の下り線に乗り入れ開始。
- 1930年（昭和5年）4月1日：マイル表示からメートル表示に変更（吉田駅 - 長篠駅間 17.4M→28.0 km、吉田駅 - 船町駅間 1.1M→1.7 km）。
- 1942年（昭和17年）5月12日：西豊川支線 豊川駅 - 西豊川駅間 (2.4 km) 開業[3]。西豊川駅が開業[3]。
- 1943年（昭和18年）日付不詳：江島駅付近にて田口鉄道籍デキ53と鳳来寺鉄道籍モハ21が正面衝突、死傷者を出す。

#### 鳳来寺鉄道
- 1923年（大正12年）2月1日：鳳来寺鉄道 長篠駅（現在の大海駅） - 三河川合駅間（10.7M≒17.22 km）が開業[2]。鳥居駅、鳳来寺駅（現在の本長篠駅）、三河大野駅、湯谷停留場、三河槙原駅、三河川合駅開業[2]。
- 1924年（大正13年）4月1日：長篠古城址駅（現在の長篠城駅）が開業[2]。
- 1925年（大正14年）7月28日：長篠駅 - 三河川合駅間が電化[2]。
- 1929年（昭和4年）
  - 5月5日：柿平停留場が開業[3]。
  - 3月15日：鳳来寺駅の鳳来寺口駅への改称届出[12]。
- 1930年（昭和5年）4月1日：マイル表示からメートル表示に変更（10.7M→17.2 km）。

### 三河川合駅 - 天竜峡駅間
三河川合駅 - 天竜峡駅間は三信鉄道によって開通した。鉄道会社が設立されたのは、鉄道が投機の対象となっていた1927年（昭和2年）であり、路線測量はその翌年4月から開始された。測量には、アイヌ民族の測量士で山地での測量技術に長けた川村カ子トらが高給で招聘されて従事した。ところが、1929年（昭和4年）には昭和恐慌が起こり、経済情勢が急変。だが、筆頭株主が東邦電力と天竜川電力という電力会社で、濃くなる戦雲の中、天竜川に国内エネルギー資源開発を目論んでいた両社は、電源開発（発電所建設など）の資材や労働力運搬のため鉄道を使用しようとして、1929年（昭和4年）8月の天竜峡駅 - 門島駅間の着工後も工事は放棄されることなく、1930年（昭和5年）には南から三河川合駅 - 出馬駅間も着工した。しかし、中央構造線のもろい地層と、天竜川峡谷の断崖絶壁に阻まれて工事は難航。コスト削減のため、実際の土木工事は、ほとんど朝鮮半島から来た人々が担った。それでも会社の資金繰りは悪く、朝鮮人の労働者は労働争議に訴えてようやく不払いの賃金を一部だけ獲得するというありさまであり、もろい地層の工事にもかかわらず保安設備は劣悪で犠牲者が続出、恐れをなした朝鮮人労働者が現場から逃げ出し、近隣の農村に駆け込む事態も起こった。1931年（昭和6年）からとうとう工事は中断したが、三菱銀行などから多額の融資が得られ、この工事に生命をかけた飛島組の熊谷三太郎の工費を自分で立て替える熱意とあいまって、工事は再開された。このような紆余曲折と日本鉄道史に残る凄惨な工事の末、最後の大嵐駅 - 小和田駅間の開業でこの区間が全通したのは1937年（昭和12年）である（当初より電化）。これをもって、豊川鉄道の最初の区間が開業してから40年後、現在の飯田線である吉田駅（現在の豊橋駅） - 辰野駅間は全通、直通電車が走り始めた。なお、この難工事成功の実績により、熊谷三太郎は自立に成功、戦後に熊谷組として成長する地歩を築いた。

#### 三信鉄道
- 1932年（昭和7年）10月30日：三信鉄道 天竜峡駅 - 門島駅間 (8.3 km) 開業[3]。自社の変電所を持たず、電力は伊那電気鉄道から供給したので、暫定的に1200V電化。千代停留場、金野停留場、唐笠停留場、門島駅開業[3]。
- 1933年（昭和8年）12月21日：三河川合駅 - 三輪村駅間 (6.1 km) が開業[3]。三輪村駅（現在の東栄駅）が開業[3]。こちらも自社変電所建設前のため、鳳来寺鉄道から電力を供給した。
- 1934年（昭和9年）
  - 4月23日：三輪村駅の三信三輪駅への改称届出。
  - 11月11日：三信三輪駅 - 佐久間駅間 (11.1 km) が延伸開業[3]。出馬駅、浦川駅、下川合駅、佐久間駅（現在の中部天竜駅）が開業[3]。下川合に下川合変電所開設。
- 1935年（昭和10年）
  - 5月1日：早瀬停留場が開業。
  - 5月24日：佐久間駅を中部天竜駅（なかっぺてんりう）に改称[3]。
  - 6月12日：三信上市場停留場の開業認可。
  - 11月15日：門島駅 - 温田駅間 (5.7 km) が延伸開業[3]。田本停留場、温田駅が開業[3]。
- 1936年（昭和11年）
  - 4月26日：温田駅 - 満島駅間 (8.3 km) が延伸開業[3]。我科停留場、満島駅（現在の平岡駅）が開業[3]。我科に泰阜変電所開設、北線を1500Vに昇圧。
  - 8月19日：為栗停留場が開業。
  - 11月2日：池場停留場が開業[3]。
  - 11月10日：中部天竜駅 - 天龍山室駅間 (7.2 km) が延伸開業[3]。佐久間水窪口停留場（現在の佐久間駅）、豊根口停留場、天龍山室駅が開業[3]。
  - 12月29日：天龍山室駅 - 大嵐駅間 (6.9 km) が延伸開業[3]。白神停留場・大嵐駅が開業[3]。
  - 12月30日：満島駅 - 小和田駅間 (10.2 km) が延伸開業[3]。鶯巣停留場、伊那小沢駅、中井侍停留場、小和田駅が開業[3]。
- 1937年（昭和12年）
  - 3月1日：遠山口停留場が開業。
  - 8月20日：大嵐駅 - 小和田駅間 (3.1 km) が延伸開業して現在の飯田線が全通[3]。
- 1941年（昭和16年）
  - 2月7日：佐久間水窪口停留場を駅に変更[13]。
  - 7月12日：豪雨のため、天龍山室駅 - 白神駅間で線路築堤が流出。橋脚を仮設し10月2日に運転を再開する[14]。これにより開業時より橋梁が1か所（龜ノ甲谷橋梁）増える。
  - 11月15日：佐久間水窪口駅の佐久間駅への改称届出[13][15]。
- 1942年（昭和17年）
  - 9月27日：豪雨に伴い、大嵐駅プラットホームと駅舎が天竜川に崩れ落ちる事故が発生[16]。
  - 日付不詳：泰阜村地籍、温田駅 - 門島駅間を運行中の列車に落石。直撃を受けたデニ201が廃車となる。

### 天竜峡駅 - 辰野駅間
天竜峡駅 - 辰野駅間は伊那電気鉄道が開通させた。最初の開業区間は辰野駅（のちの西町駅） - 松島駅（現在の伊那松島駅）間で、当初の社名を「伊那電車軌道」と称したとおり、一部が併用軌道であった。しかし、軌道では大量輸送・高速化に適さないため、伊那松島駅 - 伊那町駅（現在の伊那市駅）間が専用軌道に移設され、全線が軌道法による軌道から地方鉄道法による鉄道に変更されたのは1923年（大正12年）、天竜峡駅 - 辰野駅間が全通したのは1927年（昭和2年）である。

#### 伊那電車軌道→伊那電気鉄道
- 1909年（明治42年）12月28日：伊那電車軌道 辰野駅 - 松島駅間が開業（軌道法に基づく軌道線）[2]。辰野駅（初代、のちの西町駅）、宮木停留場、新町停留場、南新町停留場、神戸下停留場、羽場駅、沢停留場、大出停留場、追分停留場、松島駅（現在の伊那松島駅）が開業。
- 1911年（明治44年）
  - 2月22日：松島駅 - 木ノ下駅間が延伸開業[2]。木ノ下駅が開業。
  - 11月3日：木ノ下駅 - 御園駅間が延伸開業[2]。久保停留場、塩ノ井停留場、北殿駅、南殿停留場、田畑停留場、神子柴停留場、御園停留場が開業。
- 1912年（明治45年）
  - 1月4日：御園駅 - 伊那北駅間が延伸開業[2]。山寺停留場と伊那北駅が開業。
  - 5月11日：伊那北駅 - 伊那町駅間が延伸開業[2]。入舟町停留場と伊那町駅（現在の伊那市駅）が開業。
- 1913年（大正2年）12月27日：伊那町駅 - 宮田駅間（5.5M≒8.85 km）が開業[2]（以降は1919年まで軽便鉄道法、同年以降は地方鉄道法に基づく鉄道線として開業）。小黒停留場、下島駅、唐木停留場、沢渡駅、音徳寺坂停留場、赤木駅、宮田駅が開業。
- 1914年（大正3年）
  - 10月31日：宮田駅 - 赤穂駅間（2.2M≒3.54 km）が延伸開業[2]。駒ヶ原停留場、大田切停留場、赤穂駅（現在の駒ケ根駅）が開業。
  - 12月26日：赤穂駅 - 伊那福岡駅間（1.6M≒2.57 km）が延伸開業[2]。小町屋停留場と伊那福岡駅が開業。
- 1915年（大正4年）7月24日[17]：伊那福岡駅 - 伊那福岡終点仮停留場間（0.4M≒0.64 km）が延伸開業。伊那福岡終点仮停留場が開業。
- 1916年（大正5年）
  - 11月23日：辰野駅 - 西町駅間（軌道線）が開業し国有鉄道辰野駅に乗り入れ[2]。辰野駅（初代）を西町駅に改称。
  - 12月19日：伊那福岡終点仮停留場が移転（+0.1M≒0.16 km）。
- 1918年（大正7年）
  - 2月11日：伊那福岡終点仮停留場 - 飯島駅間（2.7M≒4.35 km）が延伸開業[2]。伊那福岡終点仮停留場が廃止。田切停留場、伊那赤坂停留場、飯島駅が開業。
  - 7月23日：飯島駅 - 七久保駅間（3.4M≒5.47 km）が延伸開業[2]。伊那本郷駅と七久保駅が開業。
  - 10月1日：駒ヶ原停留場が廃止[18]。
  - 12月12日：七久保駅 - 高遠原停留場間（1.0M≒1.61 km）が延伸開業[2]。高遠原停留場が開業[2]。
- 1919年（大正8年）
  - 6月14日：高遠原停留場を駅に変更認可。
  - 8月20日：伊那電車軌道が伊那電気鉄道に社名変更[2]。
- 1920年（大正9年）11月22日：高遠原駅 - 上片桐駅間（2.4M≒3.86 km）が延伸開業[2]。伊那田島停留場、上片桐駅が開業。
- 1922年（大正11年）7月13日：上片桐駅 - 伊那大島駅間 (2.4M) が延伸開業[2]。伊那大島駅が開業[2]。
- 1923年（大正12年）
  - 1月15日：伊那大島駅 - 山吹駅間 (1.6M) が延伸開業[2]。山吹駅が開業[2]。
  - 3月13日：山吹駅 - 市田駅間（2.3M≒3.70 km）が延伸開業[2]。下平停留場、市田駅が開業。
  - 3月16日：辰野駅 - 伊那松島駅間（5.4M≒8.69 km）を軌道から鉄道に変更して経路変更[2]。松島駅を伊那松島駅に改称。辰野駅 - 伊那松島駅間の宮木停留場、新町停留場、南新町停留場、神戸下停留場、沢停留場、大出停留場、追分停留場廃止。伊那松島駅 - 伊那町駅間の久保停留場、塩ノ井停留場、南殿停留場、田畑停留場、御園停留場、山寺停留場廃止。西町駅と羽場駅が移転。沢駅が開業。
  - 3月18日：市田駅 - 元善光寺駅間（1.8M≒2.90 km）が延伸開業[2]。下市田停留場と元善光寺駅が開業。
  - 3月21日認可：高遠原駅を停留場に変更。
  - 4月20日：南新町停留場が再開業。
  - 7月24日：宮木停留場が再開業。
  - 8月3日：元善光寺駅 - 飯田駅間（2.9M≒4.67 km）が延伸開業[2]。桜町停留場、飯田駅が開業。
  - 10月ごろ：上郷停留場（現在の伊那上郷駅）が開業。
  - 11月21日：入舟停留場と神子柴停留場が廃止。
  - 12月1日：伊那松島駅 - 伊那町駅間（5.6M≒9.01 km）を軌道から鉄道に変更[2]。田畑停留場が再開業。
  - 12月6日：小黒停留場、唐木停留場、音徳寺坂停留場が廃止。
- 1924年（大正13年）5月20日：入舟町停留場が開業。
- 1926年（大正15年）12月17日：飯田駅 - 伊那八幡駅間（3.6M≒5.80 km）が延伸開業[2]。切石停留場、鼎駅、下山村停留場、伊那八幡駅が開業。
- 1927年（昭和2年）
  - 2月5日：伊那八幡駅 - 毛賀終点仮停留場間（0.6M≒0.97 km）が延伸開業[3]。毛賀終点仮停留場が開業。
  - 4月8日：毛賀終点仮停留場 - 駄科駅間（0.9M≒1.45 km）が延伸開業[3]。毛賀駅、駄科駅が開業[3]。毛賀終点仮停留場が廃止。
  - 12月26日：駄科駅 - 天竜峡駅間（3.2M≒5.15 km）が延伸開業して天竜峡 - 辰野間全通[3]。時又駅、開善寺前停留場、伊那川路駅（現在の川路駅）・天竜峡駅が開業。
- 1930年（昭和5年）4月1日：マイル表示からメートル表示に変更（49.6M→79.8 km）。
- 1934年（昭和9年）：入舟町停留場を入舟停留場に改称。
- 1935年（昭和10年）12月16日認可：上郷停留場を駅に変更。
- 1936年（昭和11年）頃：上郷駅を伊那上郷駅に改称。

### 国有化後
伊那電気鉄道、三信鉄道、鳳来寺鉄道、豊川鉄道各社の鉄道路線が国有化され、飯田線となったのは1943年（昭和18年）である。鉄道路線を失った鳳来寺鉄道・豊川鉄道両社は翌年に名古屋鉄道に吸収合併された。
太平洋戦争最中の1942年（昭和17年）に、豊川にあった豊川海軍工廠への物資輸送・通勤用に供するため、豊川鉄道が豊川駅 - 西豊川駅間の支線を開業した。戦後の1956年（昭和31年）に廃止され、海軍工廠跡にできた国鉄名古屋工場豊川分工場の専用線となり、さらに同工場廃止後は日本車輌製造豊川製作所の専用線として同所で製造された鉄道車両の搬出などに使われている。
なお、名古屋鉄道には名古屋本線の伊奈駅から分岐して飯田線の小坂井駅に至る小坂井支線が1926年（大正15年）から豊川線の開業する1954年（昭和29年）まで存在しており、愛知電気鉄道時代から小坂井駅 - 豊川駅間で豊川鉄道→飯田線との直通運転を行っていた。初詣シーズンには豊川稲荷への参拝客輸送のため、新名古屋駅（現在の名鉄名古屋駅）と近畿日本名古屋駅（現在の近鉄名古屋駅）の間に存在した連絡線を用いて近畿日本鉄道（近鉄）からの団体列車が乗り入れたこともあり、その他にも戦前には愛知電気鉄道、豊川鉄道、鳳来寺鉄道、三信鉄道の4社線直通を行った行楽列車の「天龍号」が、戦後には本長篠駅から分岐していた田口鉄道に乗り入れる紅葉狩り列車などが小坂井支線を使用して運行されていた。なお、試運転のみで営業運転はされなかったが、往路1940年（昭和15年）11月12日、復路翌13日、神宮前駅から名鉄3400系が、電圧の違う飯田駅までも長躯乗り入れた。
1955年（昭和30年）には、佐久間ダムの建設により線路が水没するため、佐久間 - 大嵐間が水窪経由の新線に切り替えられた（詳細は「佐久間ダム建設に伴う路線変更」を参照）。
- 1943年（昭和18年）8月1日：伊那電気鉄道、三信鉄道、鳳来寺鉄道、豊川鉄道の鉄道路線が買収され国有化。飯田線となる[19]。
  - 吉田駅を豊橋駅に統合。貨物支線 豊橋駅 - 船町駅間 (1.7 km) を廃止し、豊橋駅構内に統合。
  - 停留場を駅に変更。信号所を信号場に改称。
  - 新船町停留場を船町駅に、江島渡停留場を江島駅に、川路駅を三河東郷駅に、長篠駅を大海駅に、長篠古城址駅を長篠城駅に、鳳来寺口駅を本長篠駅に、三信三輪駅を三河長岡駅に、伊那川路駅を川路駅に、元善光寺駅を座光寺駅に、南新町停留場を伊那新町駅に改称。中部天竜駅の読みを「なかっぺてんりう」から「ちゅうぶてんりゅう」に変更[3]。
  - 柿平停留場、池場停留場、三信上市場停留場、早瀬停留場、我科停留場、開善寺停留場、高遠原停留場、伊那赤坂停留場、大田切停留場、入舟停留場、西町駅が廃止[3]。
  - 全線営業キロ修正で本線が0.4 km延長。
- 1946年（昭和21年）
  - 9月1日：高遠原駅と大田切駅が再開業[3]。
  - 12月1日：池場駅、上市場駅、早瀬駅が再開業。
- 1950年（昭和25年）
  - 2月15日：柿平駅が再開業。
  - 5月20日：座光寺駅を元善光寺駅に改称。
  - 6月10日：鶯巣駅 - 満島駅間の大崩トンネルの天井が崩落。10日以上運休[20]。
  - 7月13日：下川合駅 - 中部天竜駅間が土砂崩れのため数日間にわたり不通[21]。
- 1951年（昭和26年）
  - 7月15日：梅雨前線による集中豪雨で浦川駅 - 佐久間駅間が不通。同区間で代行輸送を行っていた国鉄バスが天竜川へ転落（天竜川バス転落事故）[22]。死者28人前後。
  - 8月1日：平岡ダム建設のため満島駅 - 為栗駅間経路変更（改キロなし）[4]。同区間の遠山口駅が廃止[4]。
- 1952年（昭和27年）11月15日：満島駅を平岡駅に改称。
- 1954年（昭和29年）11月10日：伊那町駅を伊那市駅に改称。
- 1955年（昭和30年）
  - 1月20日：田本駅 - 門島駅間で落石。直後に現場にさしかかった2両編成の電車が石に乗り上げて天竜川へ転落。死者2人、重軽傷27人[23]。
  - 4月15日：天竜峡駅 - 辰野駅間の架線電圧を1200Vから1500Vに昇圧（他の区間は三信鉄道北線の一部開業後、泰阜変電所設置までの数年間を除き、電化当初から1500V）[4]。
  - 11月11日：佐久間ダム建設のため佐久間駅 - 天龍山室駅 - 大嵐駅間 (13.3 km) が廃止[4]。佐久間駅 - 水窪駅 - 大嵐駅間の新線 (17.3 km) が開業[4]。相月駅・城西駅・向市場駅・水窪駅が開業[4]。豊根口駅・天龍山室駅・白神駅が廃止[4]。経路変更に伴い全線で営業キロ修正 (-0.3 km)。
- 1956年（昭和31年）
  - 9月15日：西豊川支線 豊川駅 - 西豊川駅間が廃止[4]。西豊川駅が廃止。
  - 12月20日：三河長岡駅を東栄駅に改称。
- 1957年（昭和32年）
  - 8月15日：大嵐駅 - 小和田駅間の第1西山トンネルが崩壊[24]。2日後の8月17日にも大規模な地すべりが発生して高神沢橋梁の一部が佐久間湖に流出、復旧に1か月程の期間かかる。その間は、天竜川で船舶を用いた代行輸送を行ない、電源開発の巡視艇および青函連絡船の要員を手配した[25]。
- 1959年（昭和34年）10月1日：赤穂駅を駒ケ根駅に改称。
- 1961年（昭和36年）
  - 3月1日：名古屋駅 - 辰野駅間に準急「伊那」を新設[4]。
  - 10月1日：新宿駅 - 天竜峡駅間に準急「天竜」を新設[4]。11月からは長野編成併結。
- 1963年（昭和38年）
  - 6月1日：新宿駅 - 飯田駅間に準急「赤石」を新設[4]。
  - 12月17日：平井信号場を小坂井駅構内扱いとする。
  - 3月5日：準急「伊那」「天竜」「赤石」を急行化。
- 1966年（昭和41年）3月25日：伊那田島駅 - 高遠原駅間に大沢信号場が開設。
- 1967年（昭和42年）4月1日：豊橋駅 - 新城駅間の各駅のホームを6両編成対応へと延伸[4]。
- 1968年（昭和43年）10月1日：急行「赤石」と「天竜」の新宿編成を「こまがね」に改称[4]。
- 1972年（昭和47年）3月15日：急行「伊那」165系化、一部列車を7両編成で運転開始。
- 1978年（昭和53年）11月19日：「流電」クモハ52形など戦前形国電の多くが運用終了[26]。代替には80系電車が転入。
- 1979年（昭和54年）5月26日：愛知県民の森で開催された「第30回全国植樹祭のお手まき行事」に際し、昭和天皇・香淳皇后がED62 15号機牽引のお召し列車で飯田線（行き：豊橋→三河槙原、帰り：本長篠→豊橋）を利用。
- 1982年（昭和57年）6月13日：鶯巣駅 - 平岡駅間の落石危険地帯迂回のため藤沢トンネル経由の新線に切替[26] 改キロ (-0.2 km)。
- 1983年（昭和58年）
  - 2月14日：119系電車が営業運転開始[26]。
  - 2月24日：飯田駅 - 辰野駅間に列車集中制御装置 (CTC) を導入。80系電車運用終了（クモニ83形100番台を除く）。
  - 6月30日：戦前形旧形国電（クモニ83形100番台を含む）定期運用がこの日限り廃止[26]。郵便・荷物合造車クモユニ147形営業運転開始。
  - 7月5日：急行「伊那」廃止。急行「天竜」の松本駅以南を快速化。
  - 9月28日：台風10号の影響により、土砂流入・土砂崩壊など100カ所以上で被害が発生し、三河川合駅 - 伊那松島駅間で運転を見合わせ[27]。その後、10月4日までに三河川合駅 - 平岡駅と天竜峡駅 - 伊那松島駅間が運転を再開[27]。
  - 11月7日：13時から平岡駅 - 温田駅間で運転を再開[28]。
  - 11月11日：温田駅 - 天竜峡駅間が運転を再開し、全線が復旧する[29]。
- 1984年（昭和59年）
  - 2月24日：豊橋駅 - 飯田駅間に CTC を導入。
  - 6月1日：田切駅が豊橋駅方面に0.1 km移転[26]。
- 1984年（昭和59年）：飯田線の郵便・荷物輸送終了に伴いクモユニ147形の営業運転が終了。
- 1986年（昭和61年）11月1日：急行「こまがね」廃止[26]。急行「天竜」を「かもしか」に改称、一部は快速「みすず」に格下げ[26]。
- 1987年（昭和62年）3月28日：豊橋駅 - 中部天竜駅間にトロッコ列車「トロッコファミリー号」が運転開始[26]。

### 国鉄分割民営化後
- 1987年4月1日：国鉄分割民営化により東海旅客鉄道（JR東海）が承継[26]。日本貨物鉄道（JR貨物）が豊橋駅 - 豊川駅間、元善光寺駅 - 辰野駅間の第二種鉄道事業者となる[26]。豊川駅 - 元善光寺駅間の貨物営業廃止[26]。
- 1988年（昭和63年）
  - 2月1日：東海旅客鉄道静岡支社飯田線営業所が発足[26]。
  - 3月13日：急行「かもしか」廃止[26]。
- 1989年（平成元年）
  - 4月13日：北殿駅にて列車衝突事故発生[26]（負傷者138 - 157名）。
  - 9月13日：飯田線全線でPRC（自動進路制御装置）使用開始[30][31]。
- 1990年（平成2年）3月1日：飯田線営業所を本社東海鉄道事業本部に移管、飯田支店に格上げ[26]。
- 1991年（平成3年）12月14日：湯谷駅を湯谷温泉駅に改称[26]。
- 1992年（平成4年）12月29日：豊橋駅 - 飯田駅間に臨時急行「伊那路」が新設。
- 1996年（平成8年）
  - 3月16日：「伊那路」を定期特急化[26]。
  - 9月30日：元善光寺駅 - 辰野駅間の貨物列車がこの日限りで運転終了[26]。
- 2001年（平成13年）
  - 3月3日：天竜峡駅 - 辰野駅間でワンマン運転開始[32][33]。
  - 4月1日：治水工事に伴う天竜峡駅 - 時又駅間の全面的な線路付替、改キロ (-0.1 km)[34]。
- 2002年（平成14年）2月28日：「元祖ゲタ電号」、車両（クモハ12041）の廃車に伴い運転終了。
- 2006年（平成18年）
  - 5月7日：「トロッコファミリー号」がこの日限りで運転終了。
  - 10月1日：ダイヤ改正で、東海道本線快速系列車の6・8両編成運転増加に伴い、東海道本線直通列車を廃止し、全列車豊橋駅発着となる[35]。
- 2010年（平成22年）3月13日：豊橋駅 - 豊川駅間でTOICA導入[36]。
- 2011年（平成23年）11月27日：213系5000番台を投入。
- 2012年（平成24年）
  - 3月17日：豊橋駅 - 中部天竜駅間でワンマン運転開始。
  - 3月31日：119系電車の運用がこの日限りで終了[37]。
- 2013年（平成25年）
  - 4月1日：鼎駅、元善光寺駅、沢渡駅、伊那北駅が無人化。飯島駅、駒ケ根駅、伊那松島駅が自治体による簡易委託化[38]。長野県内においてJR東海が管理する有人駅（直営駅）は、天竜峡駅、飯田駅、伊那市駅（およびJR東日本管轄の辰野駅）のみとなる[39]。
  - 9月16日：台風18号の影響で数箇所で土砂流入、路盤流失。門島駅 - 唐笠駅間の土砂流入量が大きく水窪駅 - 飯田駅間が不通となる[40]。特急「伊那路」が全区間で運休となる。
  - 9月17日：水窪駅 - 平岡駅間、天竜峡駅 - 飯田駅間が復旧[40]。平岡駅 - 天竜峡駅間でバス代行を開始。
  - 10月10日：平岡駅 - 天竜峡駅が復旧、9日限りでバス代行終了[41]。

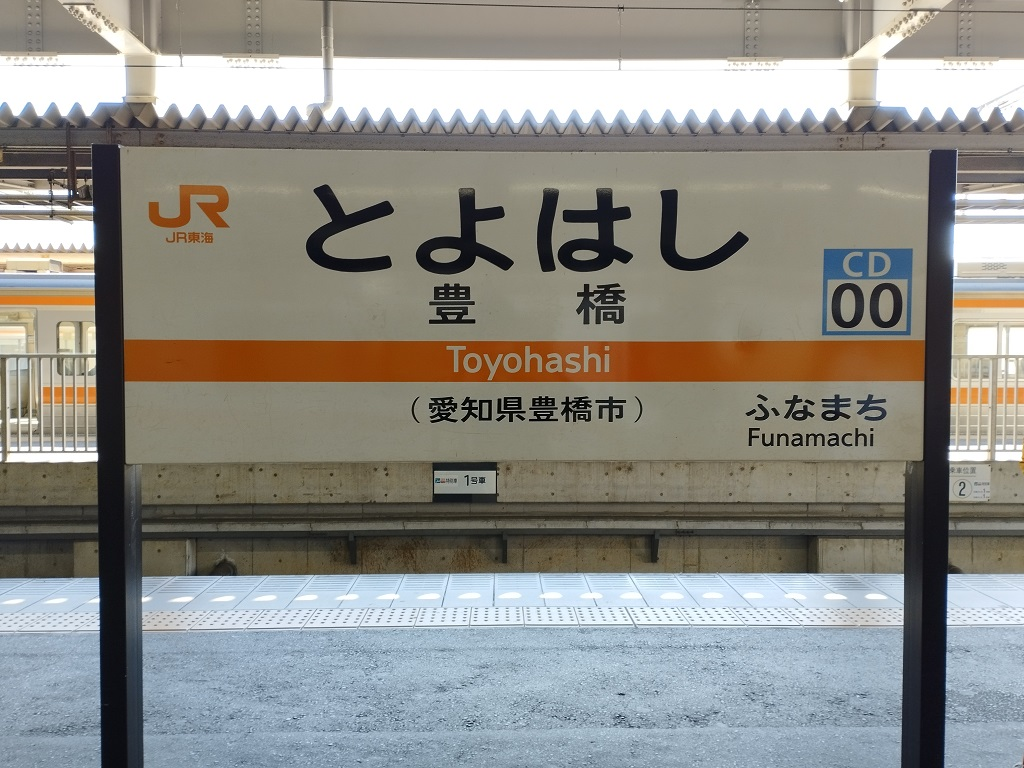
ナンバリングが追加された駅名標

- 2018年（平成30年）3月：路線カラー[42]及び豊橋駅 - 豊川駅間で駅ナンバリングを導入。当路線の路線記号は「CD」、路線カラーはスカイブルー（豊橋駅は、既に付与されている名鉄名古屋本線の駅番号「NH01」と併記される）[43]。
- 2020年（令和2年）
  - 7月5日：令和2年7月豪雨の影響で土砂が流入、長山駅 - 駒ケ根駅間が不通となる[44]。
  - 7月11日：天竜峡駅 - 駒ケ根駅間で運転を再開。不通区間は長山駅 - 天竜峡駅間となる[45]。
  - 7月12日：長山駅 - 水窪駅間、平岡駅 - 天竜峡駅間で運転を再開。不通区間は水窪駅 - 平岡駅間となる[46]。
  - 7月27日：水窪駅 - 大嵐駅間で平日の2往復のみ暫定的な運転を実施予定[47]であったが、25日から続く大雨の影響で取りやめとなった。また、運休区間が大海駅 - 天竜峡駅間に拡大となった[48]。
  - 7月28日：運休区間が水窪駅 - 平岡駅間になる[49]。
  - 7月29日：水窪駅 - 大嵐駅間で平日の2往復のみ暫定的な運転を開始[50]。
  - 9月28日：水窪駅 - 平岡駅間で運転を再開[51]。
- 2021年（令和3年）
  - 8月14日：豪雨の影響で、宮木駅 - 辰野駅間の横川橋梁が損傷、伊那松島駅 - 辰野駅間が不通となる[52]。
  - 8月19日：大雨の影響で大海駅 - 平岡駅間が不通となる[53]。
  - 8月23日：大海駅 - 平岡駅間、伊那松島駅 - 伊那新町駅間で運転再開。バス代行輸送（ジェイアールバス関東と伊那バスの共同運行）を伊那新町駅 - 岡谷駅間で開始（辰野駅 - 岡谷駅間は25日まで）[54][53]。
  - 11月15日：伊那新町駅 - 辰野駅間で運転を再開、14日限りでバス代行輸送終了[55]。
- 2022年（令和4年）
  - 6月1日：湯谷温泉駅 - 三河槇原駅間で5月31日夜に発生した落石による影響で本長篠駅 - 中部天竜駅間が不通になる[56][57]。
  - 6月6日：東栄駅 - 中部天竜駅間で運転再開[58]。
  - 6月20日：本長篠駅 - 東栄駅間で運転再開[59]。
- 2023年（令和5年）
  - 3月14日：牛久保駅にお客様サポートサービスを導入し、終日無人駅化[60]。
  - 6月3日：前日からの豪雨により一部区間が被災し、豊川駅 - 天竜峡駅間が不通になる[61]。
  - 6月4日：豊川駅 - 新城駅間で運転再開。ただし再開区間では一部列車の運休・遅延が発生。
  - 6月5日：平岡駅 - 天竜峡駅間で運転再開。
  - 6月7日：全線で運転再開。豊橋駅 - 平岡駅間は本長篠駅構内の被災に伴う特別ダイヤでの運転とし、「伊那路」1・4号をはじめとする一部の列車が運休となる。
  - 6月9日：三河東郷駅付近で雨によって再度土砂崩れが発生したため、新城駅 - 本長篠駅間で再び不通となる。
  - 6月19日：全線で運転再開するも、引き続き特別ダイヤでの運転。
  - 6月24日：通常ダイヤでの運転を再開。
- 2024年（令和6年）
  - 2月13日：豊川駅構内の踏切で豊橋行きの普通電車が乗用車と衝突し脱線。乗用車を運転していた女性が死亡[62]。
  - 3月16日：利用者の減少を受けて、豊橋駅 - 豊川駅間の普通列車を豊橋駅→豊川駅では11・12・14時台で各1本、13時台で各2本、豊川駅→豊橋駅では12 - 14時台で各1本の計8本を減便。なお、豊橋駅・豊川駅基準で12 - 14時台の普通列車は全て船町駅、下地駅に停車する[63][64]。
- 2025年（令和7年）
  - 3月15日：豊川駅 - 本長篠駅間にTOICAエリアを拡大[9]。
  - 8月1日 - 10月31日：川路駅 - 宮木駅間の駅係員無配置駅でPayPayによるQRコード決済導入の実証実験を行う[65]。
- 2026年（令和8年）
  - 3月：中部天竜駅 - 天竜峡駅間でワンマン運転開始予定[66]。

### 優等列車の沿革
飯田線の優等列車の詳細な沿革については以下の項目を参照のこと。
- 伊那路 - 豊橋方面からの列車（準急・急行「伊那」、急行・特急「伊那路」など）について
- みすず - 長野方面からの列車（準急・急行「天竜」、急行「かもしか」、快速「みすず」）について
- あずさ - 新宿方面からの列車（準急・急行「赤石」、急行「こまがね」）について

## 佐久間ダム建設に伴う路線変更

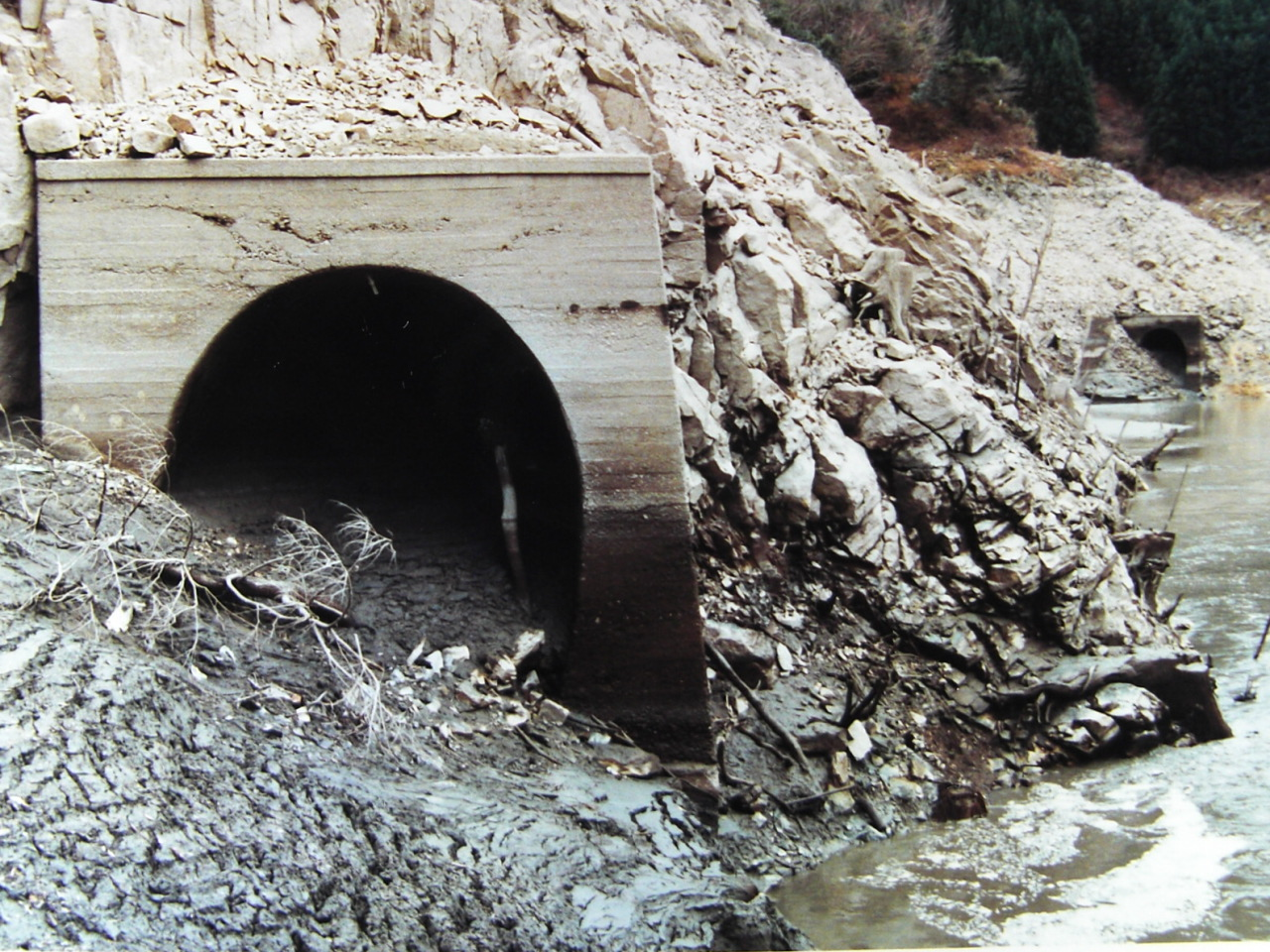
水没区間の土木構造物は佐久間湖の渇水期に湖面から現れる事がしばしばある。奥にもトンネルが見えている。旧天龍山室駅 - 旧白神駅間にて。

天竜川水系は、水量が豊富でなおかつ急流であるというダム建設に適した河川系であったために、戦前から数多くのダムが造られていた。戦後の経済復興にあわせた電力供給の拡充は経済発展の礎となるためにも急務とされ、その一環として、天竜川水系のうちダム建設に適した地形であった磐田郡佐久間町（現在の浜松市天竜区佐久間町）に発電用大型ダムの佐久間ダムが建設されることとなった。
佐久間ダムは、当時日本で最大規模の堤体と発電量を持つ巨大ダムであり、そのダムによって生成された人造湖（佐久間湖）は上流の泰阜発電所付近に至る全長33 kmにもなり、当時天竜川左岸を走っていた飯田線の佐久間駅 - 大嵐駅間約18 kmの部分がダム湖に水没するため、ダム建設に伴う補償としてこの水没区間の路線変更が行われた。
元々飯田線はダム建設を前提とした路線として建設されており、戦前の計画ではダムを建設したとしても、線路は水没しないように設計されていたが、佐久間ダムは当初計画を遥かに上回る堰堤の高さとなったために、水没区間が発生することになった。

### 概要
佐久間ダムにより水没する部分は佐久間駅 - 大嵐駅間の約18 kmであり、この区間には豊根口駅、天龍山室駅、白神駅の3駅があったが、これらは線路共々廃止となった。
変更路線のプランは、「大入川線」「水窪線」の2ルートが計画された。このうち「大入川線」は、上市場駅から北方、天竜川右岸の山中に進路を取り、途中「大笹」「田鹿」「横林」の3駅を経由した後に大嵐駅に出るルートであった。一方、「水窪線」は、佐久間からトンネルで水窪川水系に出た後、秋葉街道沿いに水窪町まで北上、そこからトンネルで再び天竜川水系に戻り大嵐に至るという現在のルートである。2つのルートを比較すると、「大入川線」は、途中で掘削する長大トンネルはキビウトンネル（延長4,850 m）の一本だけで済むものの、曲線とトンネルが連続するなど線形が悪く、また途中の3駅は小和田駅のように人家もほとんどない山中に建設されるため利用客がほとんど見込めない上、現路線が経由している佐久間の町を経由しないという最大の欠点があった。一方、「水窪線」は、佐久間から秋葉街道および水窪を経由していくため、ある程度の利用客が見込めたが、峰トンネル（延長3,619 m）と大原トンネル（延長5,063 m）という2つの長大トンネルを掘削しなければならない上、この付近には中央構造線と天竜川断層という2つの断層地帯が走っており、難工事となることが予想された。
比較検討の結果、「水窪線」ルートでの路線変更が決定され、1953年（昭和28年）12月に着工された。前述したように、この付近は2つの断層地帯に挟まれたきわめて地盤の不安定な地域であったため、城西 - 向市場間のような工事の難航した箇所もあり、また、大原トンネルは当時の日本で十指に入る有数の長大トンネルであったが、関係者らの努力などもあって（大原トンネル掘削に際しては鉄道工事初の全断面掘削工法が採用され、12 m／日、260 m／月という掘削記録を樹立した）大きな事故もなく工事は終了した。1955年（昭和30年）11月11日には路線変更が行われ、豊根口、天龍山室、白神の旧線上の3駅が廃止になるとともに、新線に、相月駅、城西駅、向市場駅、水窪駅が新たに開業した。新線との合流地点となった大嵐駅はプラットホームの移動や構内配線の変更が行われ、また佐久間駅は路線変更に合わせて移転し、旧佐久間駅跡には佐久間発電所が建設されている。
またこのダム建設工事に際し、豊橋駅 - 中部天竜駅間も、建設資材や大型の工作機械などの運搬列車運行のための軌道強化が行われ、元々丙線規格だった当線にも、これを機にEF10形やEF15形といった大型電気機関車が入線可能となった。

### 難工事の数々
これまでも書いたように、路線変更後の新線沿線となる水窪川沿岸は、右岸（天竜川とを隔てる山系）に中央構造線、左岸に天竜川断層と2つの断層地帯に挟まれた部分を通っており、飯田線付替線建設工事に際してもこれらの断層地帯に起因した不安定な地盤に悩まされた。

#### 第6水窪川橋梁

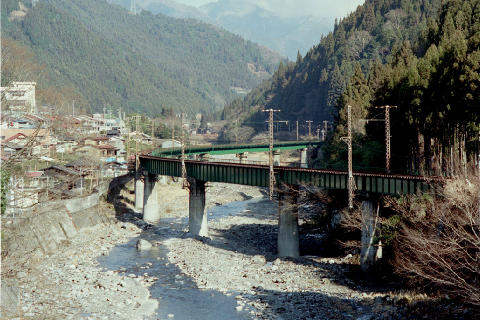
水窪川の対岸に近接するまで山肌を迂回するS字橋の第6水窪川橋梁（1990年1月2日）

城西駅 - 向市場駅間に架かる第6水窪川橋梁は、対岸まで渡りきらずに元の岸に戻ってくる特異な構造から、「渡らずの橋」や「S字橋」と称される。これは不安定な地盤を考慮した結果の産物であった。
本来、飯田線は城西駅 - 向市場駅間のこの箇所を水窪川左岸側に掘削する全長45 mの向皆外（むかがいと）トンネルで抜ける予定であった。向皆外トンネルは1954年（昭和29年）2月に着工され同年6月に貫通したものの、その後の降雨や台風の影響により坑内のアーチ、側壁のコンクリートに剥脱が生じ始め、次いで地盤の変化によるトンネル中心線の移動や断面の変形が発生し、ついにはトンネル周辺の地山全体が水窪川に向かって滑り始めたため、放棄せざるを得ないと判断された。向皆外トンネルが放棄されたことにより、代替のトンネルをより奥に掘削することも検討されたが、工期や工費に余裕がないことや、この付近の地山自体が天竜川断層に近く不安定であることから、掘削しても再び崩落する危険性も否定できなかったため、最終的には水窪川上にU字形の橋梁を建設し、不安定な箇所を迂回する方法が取られた。
こうして建設された第6水窪川橋梁は、総延長400.7 m、半径250 mとなった。対岸に近い箇所まで大きく迂回しているのは、向皆外トンネルのある部分の地山がさらなる大崩壊を起こした場合に備えてのことである。

#### 第1久頭合トンネル
前節の向皆外トンネルだけではなく、同じく城西駅 - 向市場駅間において向皆外トンネルの北に建設された第1久頭合（くずごう）トンネルも完成はしたものの、同様に地山の地殻変動により廃棄されるおそれが生じた。
ただし、トンネル全体が損傷した向皆外トンネルとは異なり、第1久頭合トンネルの危険箇所は城西側坑口付近のみであったため、より城西側からトンネルを再掘削して第1久頭合トンネル内部につなげ、危険箇所周辺部分のみを放棄するだけで済んだ。
なお、この放棄された部分は接続部にコンクリート壁を設置したのみにとどめた為、第1久頭合トンネルはY字状のトンネルとなっている。

## 運行形態

### 優等列車
優等列車については、1996年3月16日に登場した特急「伊那路」が、豊橋駅 - 飯田駅間に1日2往復運転されている。
飯田駅以北には一時期、臨時特急「ふれあい伊那路」が豊橋方面から駒ケ根駅まで運行されていた。
1960年代から1980年代の国鉄時代の末期には、新宿駅や長野駅、名古屋駅などとの間に直通急行列車が4両から7両編成で運行されていたが、中央自動車道が全通し、これを経由する高速バス（中央高速バス・中央道高速バス）が設定されたため、利用客数が激減して廃止された。

### 普通列車
普通列車については、飯田線全線を約6 - 7時間かけて走り抜く直通列車もあるが、列車の運行区間はおおむね、豊橋近郊の東三河地区、本長篠駅から中部天竜駅を経て天竜峡駅に至る急峻な3県県境越えの三遠南信、および飯田駅・伊那市駅周辺の伊那谷の3区間に分けられる。
中部天竜駅 - 天竜峡駅間を除く区間では一部の普通列車でワンマン運転が行われている。このうち、北部の天竜峡駅 - 辰野駅間については2001年3月から119系電車にワンマン対応工事を施した上でワンマン運転が開始され、2007年3月以降は辰野駅から先の中央本線岡谷駅までワンマン運転を行っている。また、南部の豊橋駅 - 中部天竜駅間についても313系3000番台電車の導入を機に2012年3月17日のダイヤ改正からワンマン運転が行われている。
なお、飯田駅 - 駒ケ根駅間などでは普通列車では珍しく昼間に弁当が車内販売されていたが、2004年1月をもって廃止された。
青春18きっぷを利用する場合等で、普通列車だけを乗り継ぐ場合、豊橋駅から東海道本線で金山駅に行き、中央西線に乗り換え塩尻駅で中央東線に乗り換え、上諏訪・岡谷方面を目指す方が所要時間が短い場合がある（逆ルートも同様）。

#### 東三河地区（豊橋駅 - 本長篠駅間）
東三河の市街区間であり、飯田線では最も旅客輸送の盛んな区間である。
1時間あたり豊橋駅 - 豊川駅間が2 - 4本（15 - 30分間隔）、豊川駅 - 新城駅間は2本程度（30分間隔、一部時間帯60分間隔）、新城駅 - 本長篠駅間は1 - 2本程度（30 - 60分間隔）で運行されている。初詣シーズンなどは豊川稲荷への参詣輸送も行われる。2012年3月17日のダイヤ改正からこの区間の一部列車（列車番号の末尾がGの列車）でワンマン運転が行われている。2024年3月16日のダイヤ改正で日中の豊橋駅 - 豊川駅間の普通列車が削減された。
2006年9月30日までは朝夕に本長篠駅・新城駅と東海道本線名古屋方面との間で直通列車が運行されていた。1999年12月3日までと翌4日から2006年9月30日までとではパターンが異なっていた。前者は新城駅行きの片道のみの設定で、1991年より夕方に当時の大垣電車区に配属されていた211系5000番台3両編成を使用し、東海道線内は普通列車、飯田線内は快速列車として運転されていた。後者は大垣電車区の313系300番台2両編成（豊橋駅で増解結し、東海道線内は4両または6両編成で運転）を使用し、前者の場合とはほぼ逆に、東海道線内は主に特別快速（一部新快速）、飯田線内では下りは小坂井駅 - 本長篠駅間、上りは牛久保駅 - 本長篠駅間を各駅停車として運転されていた（豊橋駅 - 小坂井駅または牛久保駅間はノンストップ）。2006年10月1日のダイヤ改正で東海道線との直通列車が全廃され、以降は全列車が豊橋駅での折り返しとなっている。また、過去には初詣シーズンの昼間に東海道線の新快速が豊川駅まで延長運転されたこともある。この時は飯田線内ではノンストップで運転されていた。

#### 三遠南信地区（本長篠駅 - 天竜峡駅間）
宇連川・天竜川沿いの小町村・小集落を縫って走る。列車は豊橋方面との直通が多いが、一部は豊橋駅 - 中部天竜駅または水窪駅間および飯田駅・天竜峡駅 - 平岡駅間の区間運転となり、おおむね朝夕1時間1本、日中は2 - 3時間程度運転間隔が開く。愛知・静岡・長野の3県にまたがる区間で沿線人口も少ないため、この区間を通しで普通列車に乗車する利用者は少ない。2012年3月17日のダイヤ改正から本長篠駅 - 中部天竜駅間の一部列車でワンマン運転が行われているが、中部天竜駅 - 天竜峡駅間では全列車に車掌が乗務している。城西駅 - 向市場駅間には、川の対岸に渡らず戻ってくる通称S字橋こと第六水窪川橋梁がある。水窪駅 - 天竜峡駅間には秘境駅と呼ばれる駅もいくつか存在する。
かつて1987年から2006年まで、行楽シーズンに豊橋駅 - 中部天竜駅間でトロッコ列車「トロッコファミリー号」が運転されていた。その後も2009年春から中部天竜駅前にあった佐久間レールパークの閉園まで、同区間で臨時快速列車「佐久間レールパーク号」が運転されていたが、こちらは名古屋駅からの東海道本線直通列車であった（ただし、2009年11月1日運転の「佐久間レールパークフィナーレ号」は豊橋駅 - 中部天竜駅間のみの運転）。

#### 伊那谷地区（天竜峡駅 - 辰野駅間）
おおむね1時間に1本が運転され、飯田市・駒ヶ根市・伊那市などの長野県南信地方主要都市を結んでいる。この区間の一部列車ではワンマン運転が行われている。
普通列車は朝の上り1本・夜の下り1本が辰野駅始発・終着である以外は中央本線の岡谷駅まで直通しており、中央本線の辰野駅 - 岡谷駅間は飯田線と一体の運行になっている。一部列車はさらに岡谷駅より先の中央本線上諏訪駅または茅野駅まで直通する。また、岡谷駅からみどり湖駅・塩尻駅を経由し、篠ノ井線と直通する列車として、飯田駅 - 長野駅間および松本駅 - 飯田駅間に「みすず」や、天竜峡駅 - 松本駅間および長野駅・松本駅 - 飯田駅間直通の普通列車が運転されており、「みすず」は飯田線内で快速運転を行う。塩尻・篠ノ井線方面との直通列車は全て岡谷駅・みどり湖駅経由で、信濃川島駅・小野駅を経由する列車はない。

辰野駅付近の路線図

## 使用車両

### 現在の使用車両
全て電車で運転されている。
- 373系 - 静岡車両区所属（F編成）
  - 特急「伊那路」と間合い運用として一部の普通列車で運用。このほか、、臨時急行「飯田線秘境駅号」、臨時急行「駒ヶ根トレイン」での使用実績がある。
- 313系 - 大垣車両区所属（R100編成・R200編成・J170編成）
  - R編成・J編成ともに神領車両区から転属した車両である。2両編成や213系の代走としてY30編成やZ編成を使用する場合がある。なお、さわやかウォーキングや多客時の臨時列車でY0編成・J0編成・J150編成・J160編成・S編成を使用する場合があるほか、2012年には静岡区の313系2350番台（W2編成）が213系の代走で豊橋駅 - 辰野駅 - 茅野駅間で運用されたことがある。
- 213系 - 大垣車両区所属（H編成）
- 211系 - JR東日本長野総合車両センター所属（N編成）
  - 飯田駅以北でのみ運用。過去には1990年 - 1999年にJR東海所属の211系が飯田線内で運用があったほか、2009年11月1日の「佐久間レールパークフィナーレ号」でもJR東海所属の211系が使用されていた。

飯田線において2両編成の車両で車掌が乗務する列車は、停車後に運転士がドアの開閉操作を行うため、駅に到着してもすぐにドアは開かない。これは車掌が無人駅（夜間が無人となる有人駅を含む）で乗車券を回収または降りた客が提示した定期券類を目視確認するためである。3両以上の編成の列車は車掌がドアの開閉操作を行う。
JR東海では2012年度までに313系120両の投入を進めており、その玉突き転配で神領車両区から大垣車両区に転属した213系5000番台や313系3000番台が2011年11月から2012年3月にかけて飯田線に導入された。213系5000番台は2扉車で、飯田線南部で普通列車に2扉車が定期運用されるのは、1989年に運用終了した165系以来22年ぶりのことである。これにより、119系の運用は2012年3月に終了した。
豊橋駅 - 新城駅間では6両編成の運転も可能だが、新城駅 - 辰野駅間では多くの駅でプラットホーム有効長が5両または4両分しかない。

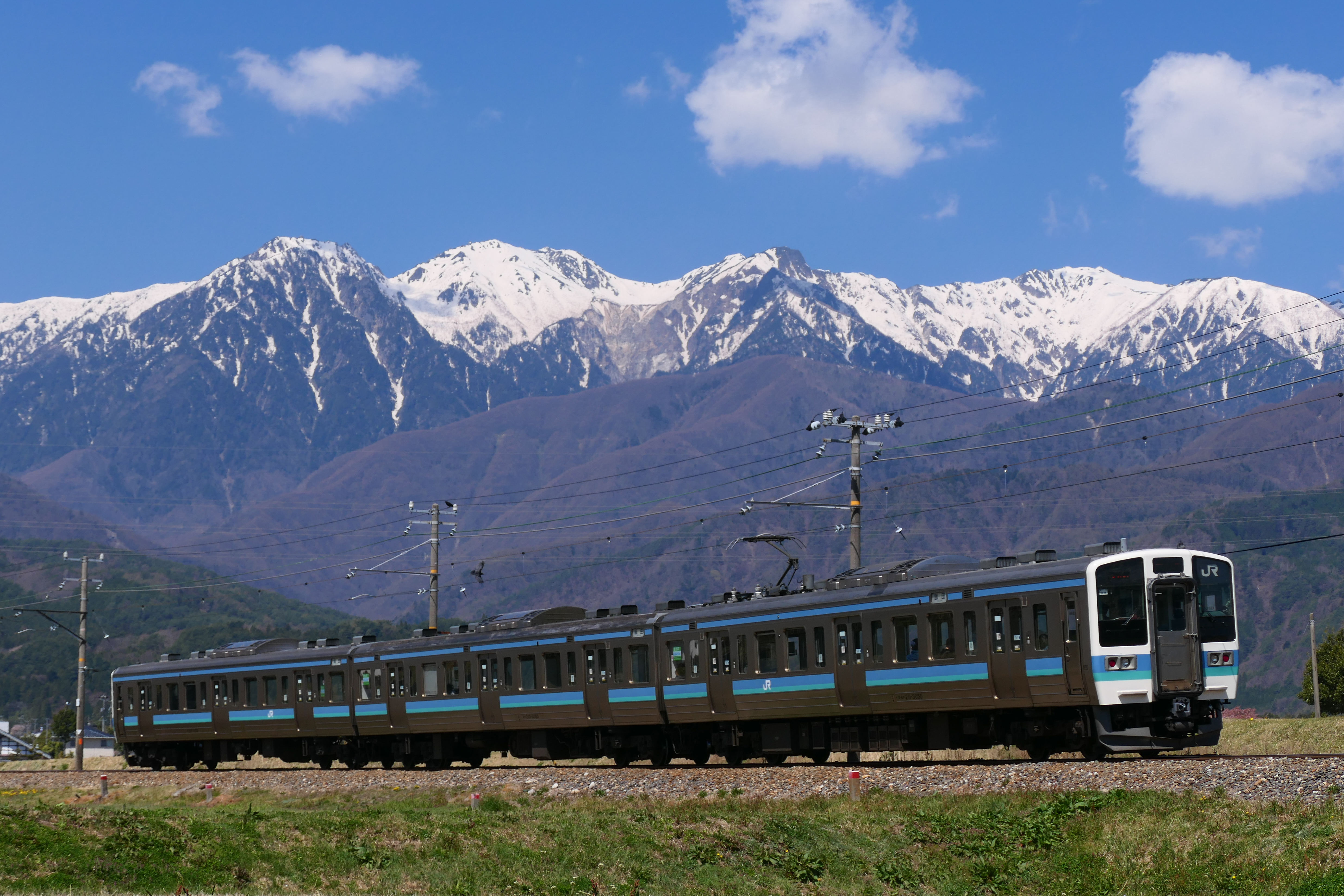
211系
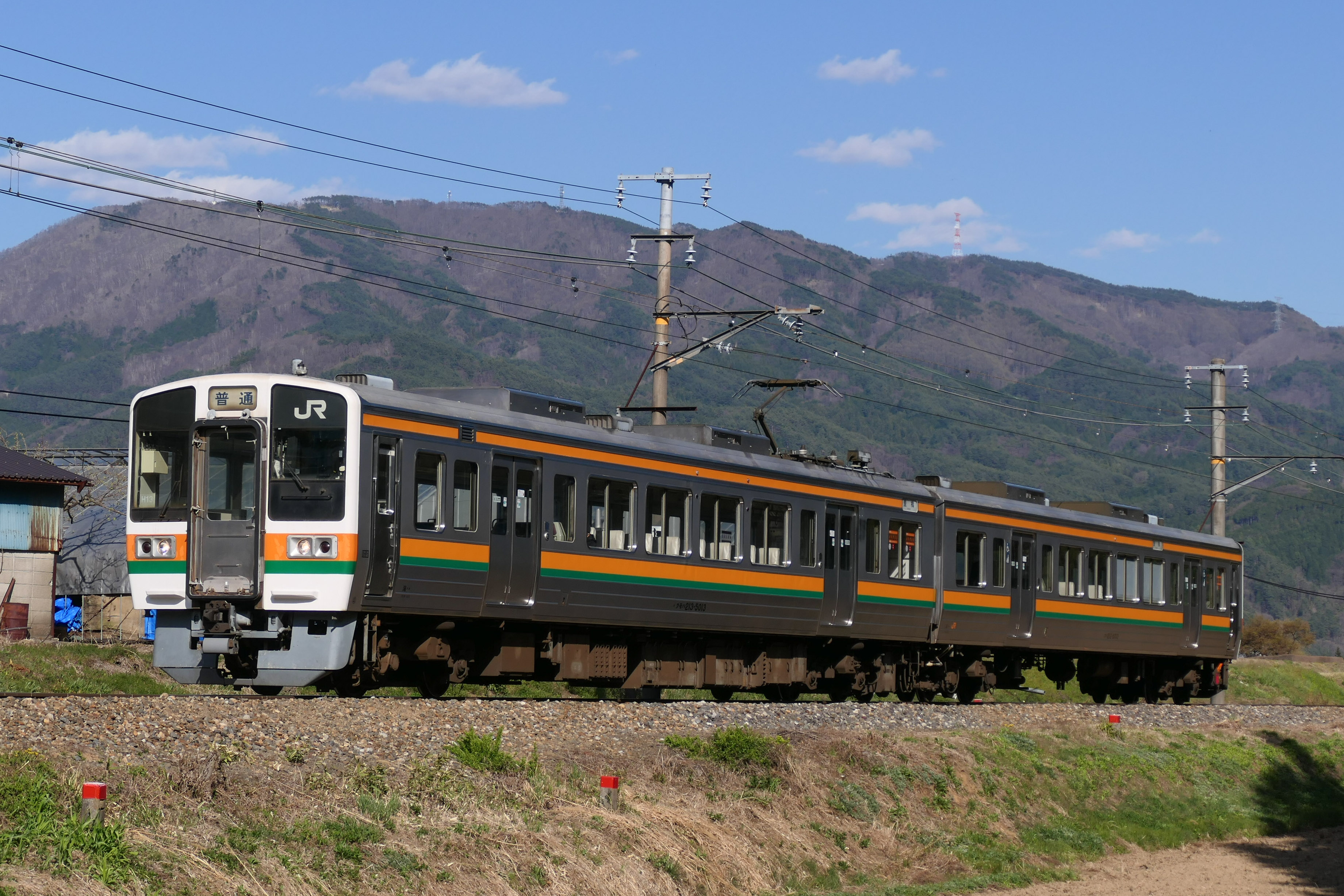
213系
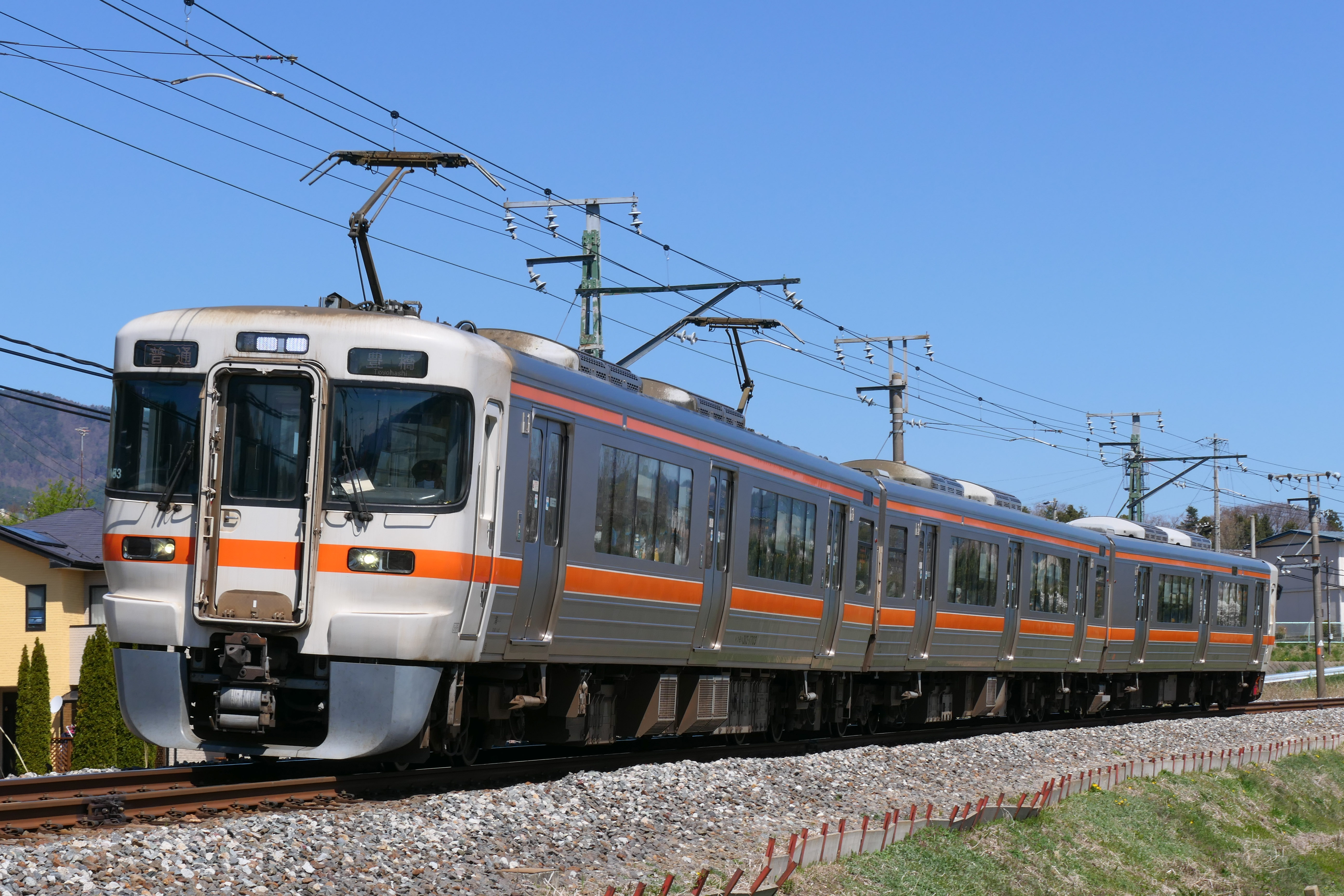
313系
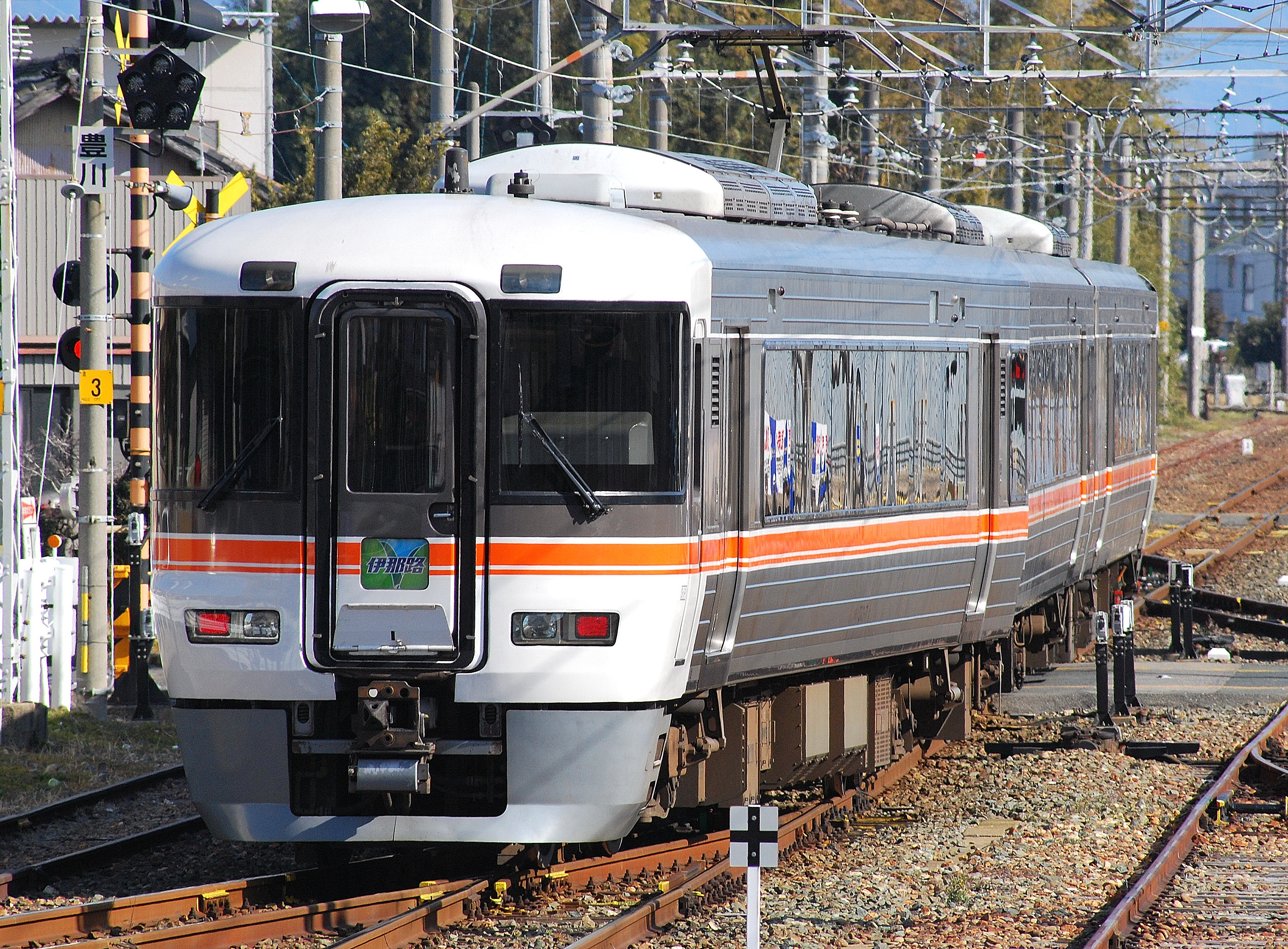
373系

### 過去の使用車両
かつて、飯田線はいわゆる旧形国電や旧形電気機関車が残存することで知られていた。山岳勾配線区のため、旧形国電の電動車はMT30モーター搭載車が多かったようにいわれるが、ほとんど各駅停車ばかりで最高速度75 km/h（当時）程度では出力の差はさほど影響せず、実際は多数在籍していたMT15モーター搭載車と共通に運用されていた。「流電」クモハ52形や「合いの子」クモハ53形が有名であるが、両数的には51系（クモハ51またはクモハ54＋クハ68）が主力であり、同系のクハユニ56形やクモハユニ64形も含めて1983年の完全新性能化まで残っていた。
国鉄編入前から既に電化されていたため、臨時列車や団体列車、気動車で運転していた一部の中央本線の急行と併結運転していた急行・準急列車以外で気動車やディーゼル機関車が走ったことは少ない。また、蒸気機関車も戦時中の試運転と1955年の転落事故の救援列車、伊勢湾台風の際の送電不能で自走できなくなった列車の救援列車のみである。
旧形国電における塗色の変遷は、一般車は1968年頃までぶどう色2号、快速用車は1952年からクリーム色とマルーンの「初代快速色」（17 m車に採用）、1957年から黄かん色と青2号の「静鉄快速色」（20 m車のみに採用）、1964年から「湘南色」（1961年の準急「伊那」新設に伴い戦前形を使用した快速は廃止されたが、旧快速用の2扉車を中心とした4両貫通編成に充当される車のみ湘南色とされた。）、1968年以降は全車クリーム1号と青15号の「スカ色」の順だった（1978年転入の80系300番台のみ例外で「湘南色」のまま運用された）。
- 電車
  - 30系
  - 31系
  - 32系
  - 40系
  - 42系
  - 50系
  - 51系
  - 52系（流電）
  - 62系（初代）
  - 70系
  - 80系 - 1971年から1978年まで、サハ87001がスカ色で流電の中間車として在籍。クモニ83形100番台（転入直後はクモユニ81形）は1968年から1983年の在籍期間を通してスカ色。1978年から1983年まで湘南色の300番台を運用。また1972年までは準急、急行として乗り入れる。
  - 115系 - 2014年まで運用。
  - 119系 - 大垣車両区所属（E,R,M編成）1983年から2012年まで運用。
  - 145系・147系
  - 153系 - 165系サハ代用。
  - 165系・169系 - 1998年まで運用。
  - 311系 - 臨時列車のみ。
  - 381系 - 臨時列車のみ。
  - 117系 - 大垣車両区所属（S編成）。臨時列車のみ。
  - 313系8000番台 - 静岡車両区所属（S編成）。臨時列車のみ。2018年9月30日・10月6日の臨時快速「未来クリエイター☆信長号」で「名古屋おもてなし武将隊」ラッピング車両を使用[72]。
- 気動車
  - キハ55系 - 急行・準急列車
  - キハ58系 - 急行・準急列車、修学旅行列車など
  - キハ75形 - 臨時列車のみ。2009年11月1日の「佐久間レールパークフィナーレ号」、2013年11月9日・10日に豊川市で開催のB-1グランプリにおける臨時列車、2018年11月23日・24日の臨時快速「おいでん奥三河号」[72]で使用。
  - キハ85系 - 団体臨時列車のみ[73]。
- 客車
  - 12系 - 定期列車では走っていないが、多客臨時列車としては「トロッコファミリー号」控車、団体臨時列車としてはユーロライナーやお座敷列車などの入線実績がある。
  - 14系 - こちらも定期列車では走っていないが、団体臨時列車としては複数の入線実績があり、 ED62形が最後に牽引した旅客列車にも使われた。
- 電気機関車
  - ED17形
  - ED18形
  - ED19形
  - ED21形（富士身延鉄道210形）
  - ED28形（豊川鉄道デキ50形）
  - ED29形（豊川鉄道デキ52形）
  - ED30形（豊川鉄道発注デキ54形）
  - ED31形（伊那電気鉄道デキ1形）
  - ED32形（伊那電気鉄道デキ10形）
  - ED33形（伊那電気鉄道デキ20形）
  - ED35形（宮城電気鉄道ED35形）
  - ED62形
  - EF10形
  - EF15形
  - EF18形
  - EF58形
- ディーゼル機関車
  - DE10形：初期の「トロッコファミリー号」牽引や、保線作業などにも使用。現在甲種輸送などに使用されるのはJR貨物所属機。

国有化以前は以下の項目を参照。
- 豊川鉄道・鳳来寺鉄道・田口鉄道の電車
- 三信鉄道の電車
- 伊那電気鉄道の電車

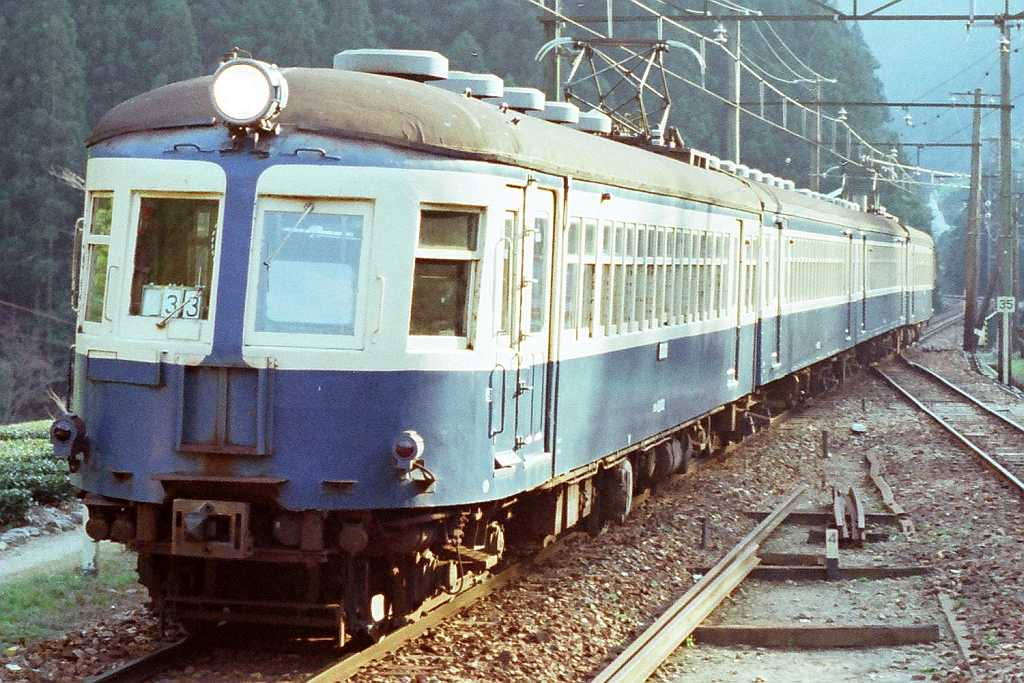
52系
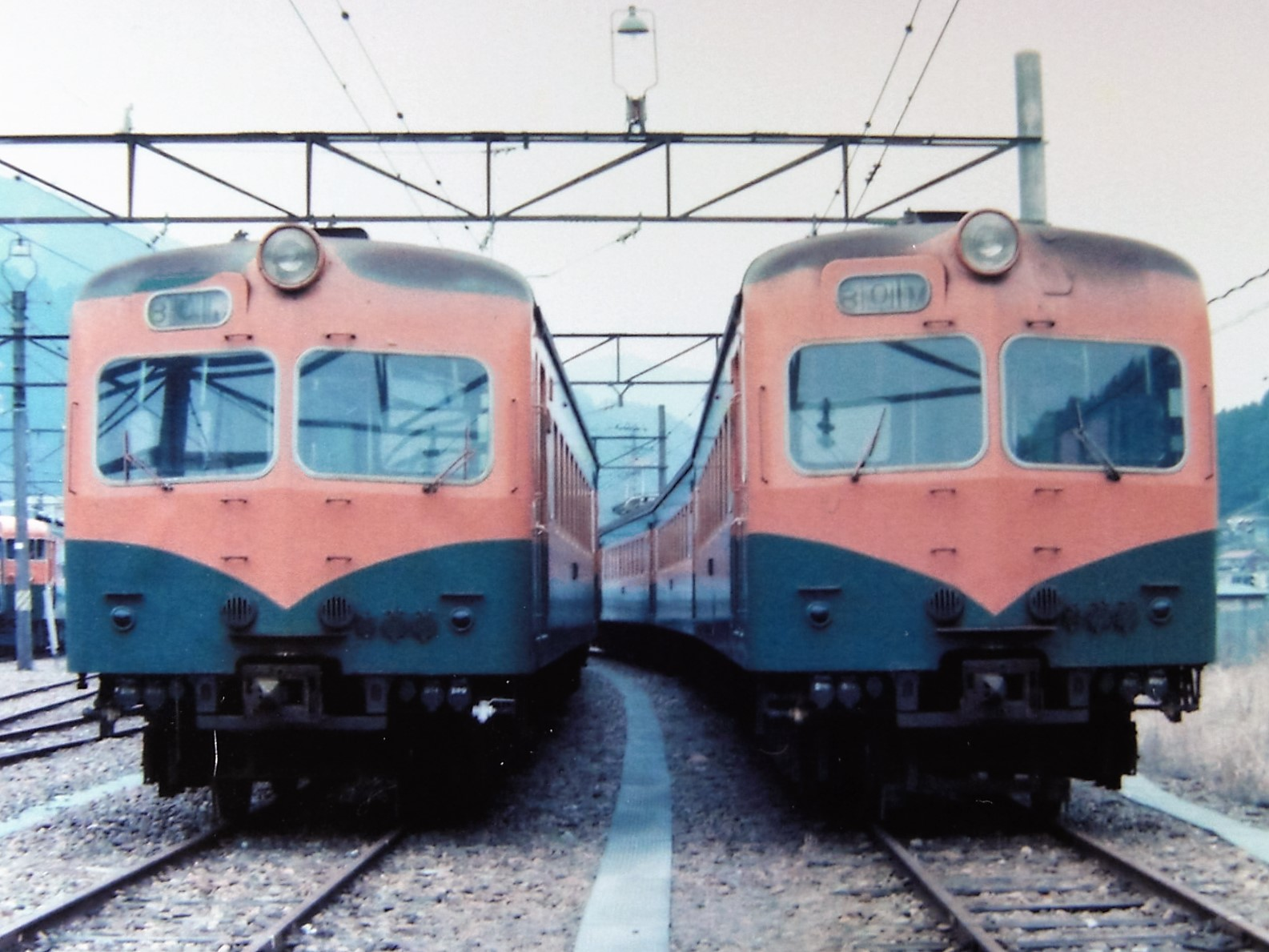
80系
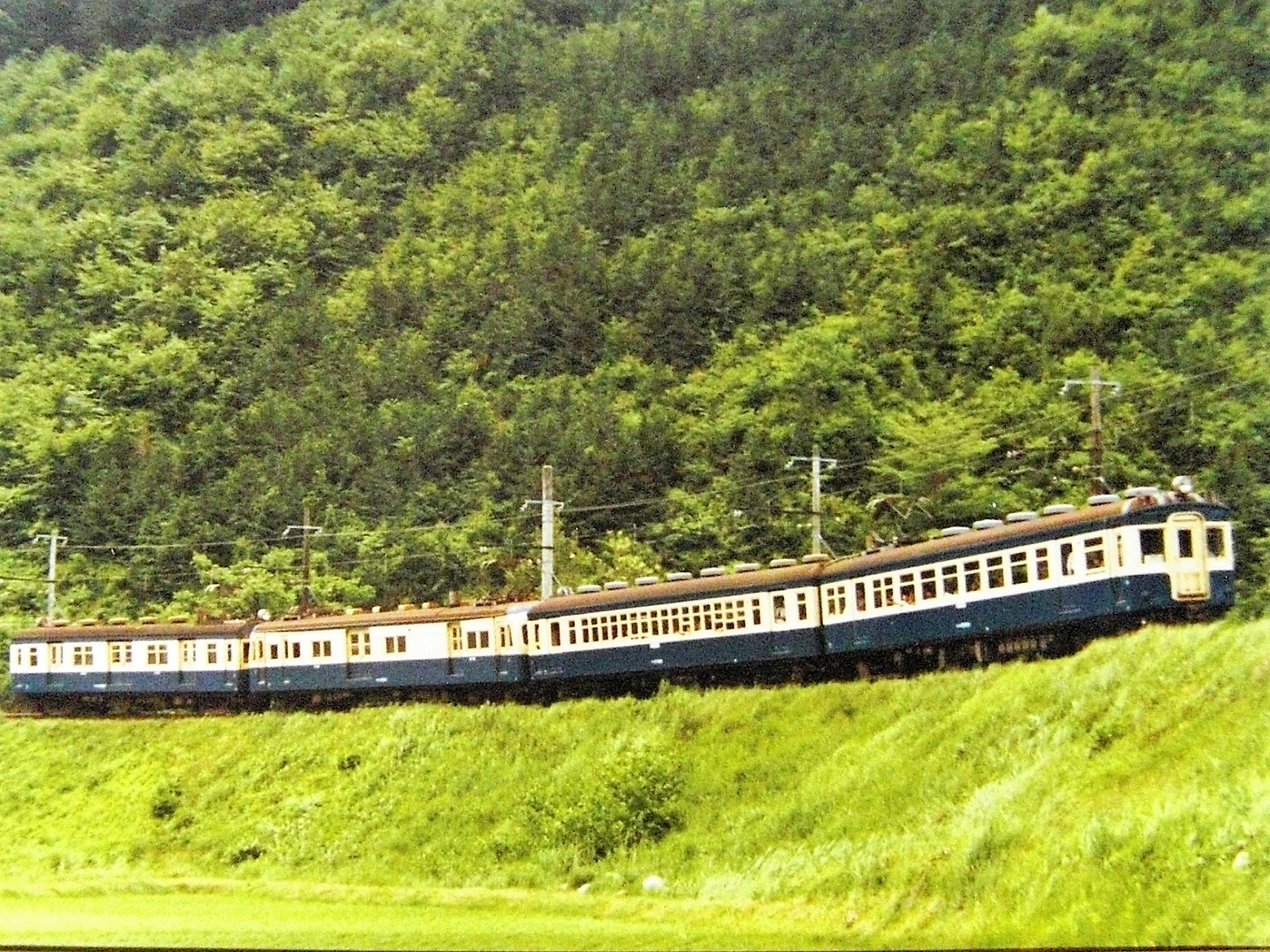
クモハ53008＋クハ47009＋クモニ83形100番台＋クモニ13形
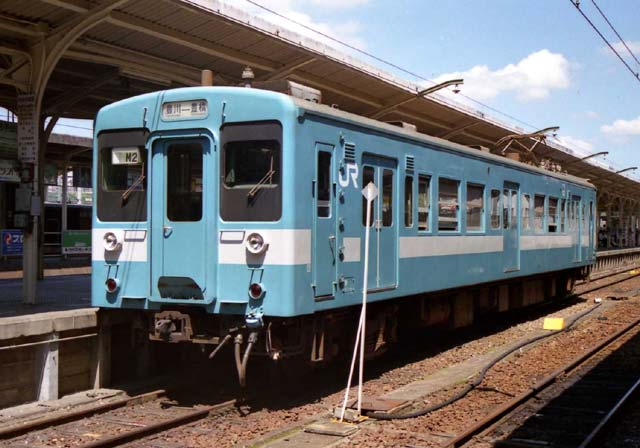
119系
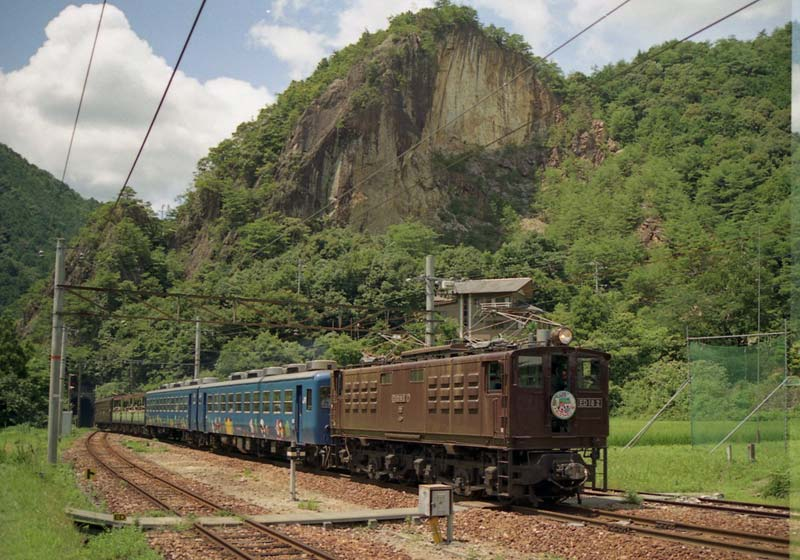
ED18形

## 駅一覧
- 標高の単位は m（メートル）。
- 駅名 … ◇：貨物取扱駅（定期貨物列車の発着なし）
- 停車駅
  - 特急以外の各種別…●印の駅は全列車停車、｜・↓・↑印の駅は全列車通過（↓↑はその方向のみ運行）
    - 普通…○印の駅は一部列車通過
    - 快速「みすず」
      - ▼印の駅は下り方向の列車（辰野駅方面行）が停車・上り方向の列車（飯田駅方面行）は通過
      - ▲印の駅は上り方向の列車（飯田駅方面行）が停車・下り方向の列車（辰野駅方面行）は通過

    - 天竜峡駅 - 豊橋駅間の快速は、実際は駒ケ根駅始発であるが、駒ケ根駅 - 天竜峡駅間は普通列車として運転

  - 特急…「伊那路 (列車)」参照
- 線路 … ||：複線区間、◇・｜：単線区間（◇は列車交換可能）、∨：ここより下は単線
- 駅番号は2018年3月より導入[43]。

| 駅番号 | 駅名        | 営業キロ | 営業キロ | 標高  | 普通 | 快速 | 快速みすず | 接続路線・備考 | 線路 | 所在地               | 所在地               | 所在地               |
| 駅番号 | 駅名        | 駅間     | 累計     | 標高  | 普通 | 快速 | 快速みすず | 接続路線・備考 | 線路 | 所在地               | 所在地               | 所在地               |
| ------ | ----------- | -------- | -------- | ----- | ---- | ---- | ---------- | --- | ---- | -------------------- | -------------------- | -------------------- |
| CD00   | 豊橋駅      | -        | 0.0      |       | ●    | ●    |            | 東海旅客鉄道： 東海道新幹線・CA 東海道本線〈浜松方面・名古屋方面〉(CA42) 名古屋鉄道：NH 名古屋本線 (NH01) 豊橋鉄道：渥美線（新豊橋駅: 1）・東田本線（駅前停留場: 1） | \|\| | 愛知県               | 豊橋市               | 豊橋市               |
| CD01   | 船町駅      | 1.5      | 1.5      |       | ○    | ↑    |            | | \|\| | 愛知県               | 豊橋市               | 豊橋市               |
| CD02   | 下地駅      | 0.7      | 2.2      |       | ○    | ↑    |            | | \|\| | 愛知県               | 豊橋市               | 豊橋市               |
|        | 平井信号場  | -        | 3.9      |       | ｜   | ↑    |            | （名鉄名古屋本線との施設上の分岐点。停車場としては小坂井駅構内の扱い）                                                                                               | \|\| | 愛知県               | 豊川市               | 豊川市               |
| CD03   | 小坂井駅    | 2.2      | 4.4      |       | ●    | ●    |            | | \|\| | 愛知県               | 豊川市               | 豊川市               |
| CD04   | 牛久保駅    | 2.2      | 6.6      |       | ●    | ●    |            | | \|\| | 愛知県               | 豊川市               | 豊川市               |
| CD05   | 豊川駅◇     | 2.1      | 8.7      |       | ●    | ●    |            | 名古屋鉄道：TK 豊川線（豊川稲荷駅: TK04） | ∨    | 愛知県               | 豊川市               | 豊川市               |
| -      | 三河一宮駅  | 3.3      | 12.0     |       | ●    | ●    |            | | ◇    | 愛知県               | 豊川市               | 豊川市               |
| -      | 長山駅      | 2.4      | 14.4     |       | ●    | ●    |            | | ◇    | 愛知県               | 豊川市               | 豊川市               |
| -      | 江島駅      | 1.0      | 15.4     |       | ●    | ●    |            | | ｜   | 愛知県               | 豊川市               | 豊川市               |
| -      | 東上駅      | 1.6      | 17.0     |       | ●    | ●    |            | | ◇    | 愛知県               | 豊川市               | 豊川市               |
| -      | 野田城駅    | 2.7      | 19.7     |       | ●    | ●    |            | | ◇    | 愛知県               | 新城市               | 新城市               |
| -      | 新城駅      | 1.9      | 21.6     |       | ●    | ●    |            | | ◇    | 愛知県               | 新城市               | 新城市               |
| -      | 東新町駅    | 1.0      | 22.6     |       | ●    | ●    |            | | ｜   | 愛知県               | 新城市               | 新城市               |
| -      | 茶臼山駅    | 1.2      | 23.8     |       | ●    | ●    |            | | ｜   | 愛知県               | 新城市               | 新城市               |
| -      | 三河東郷駅  | 1.2      | 25.0     |       | ●    | ●    |            | | ◇    | 愛知県               | 新城市               | 新城市               |
| -      | 大海駅      | 2.9      | 27.9     |       | ●    | ●    |            | | ◇    | 愛知県               | 新城市               | 新城市               |
| -      | 鳥居駅      | 1.4      | 29.3     |       | ●    | ↑    |            | | ｜   | 愛知県               | 新城市               | 新城市               |
| -      | 長篠城駅    | 1.5      | 30.8     |       | ●    | ↑    |            | | ｜   | 愛知県               | 新城市               | 新城市               |
| -      | 本長篠駅    | 1.3      | 32.1     |       | ●    | ●    |            | | ◇    | 愛知県               | 新城市               | 新城市               |
| -      | 三河大野駅  | 3.5      | 35.6     |       | ●    | ●    |            | | ◇    | 愛知県               | 新城市               | 新城市               |
| -      | 湯谷温泉駅  | 2.4      | 38.0     |       | ●    | ●    |            | | ｜   | 愛知県               | 新城市               | 新城市               |
| -      | 三河槙原駅  | 2.6      | 40.6     |       | ●    | ●    |            | | ◇    | 愛知県               | 新城市               | 新城市               |
| -      | 柿平駅      | 2.3      | 42.9     |       | ○    | ↑    |            | | ｜   | 愛知県               | 新城市               | 新城市               |
| -      | 三河川合駅  | 2.3      | 45.2     |       | ●    | ●    |            | | ◇    | 愛知県               | 新城市               | 新城市               |
| -      | 池場駅      | 4.9      | 50.1     |       | ○    | ↑    |            | | ｜   | 愛知県               | 新城市               | 新城市               |
| -      | 東栄駅      | 1.1      | 51.2     |       | ●    | ●    |            | | ◇    | 愛知県               | 北設楽郡 東栄町      | 北設楽郡 東栄町      |
| -      | 出馬駅      | 4.2      | 55.4     |       | ○    | ↑    |            | | ｜   | 静岡県 浜松市 天竜区 | 静岡県 浜松市 天竜区 | 静岡県 浜松市 天竜区 |
| -      | 上市場駅    | 0.6      | 56.0     |       | ●    | ↑    |            | | ｜   | 静岡県 浜松市 天竜区 | 静岡県 浜松市 天竜区 | 静岡県 浜松市 天竜区 |
| -      | 浦川駅      | 1.3      | 57.3     |       | ●    | ●    |            | | ◇    | 静岡県 浜松市 天竜区 | 静岡県 浜松市 天竜区 | 静岡県 浜松市 天竜区 |
| -      | 早瀬駅      | 1.2      | 58.5     |       | ●    | ↑    |            | | ｜   | 静岡県 浜松市 天竜区 | 静岡県 浜松市 天竜区 | 静岡県 浜松市 天竜区 |
| -      | 下川合駅    | 1.4      | 59.9     |       | ●    | ↑    |            | | ｜   | 静岡県 浜松市 天竜区 | 静岡県 浜松市 天竜区 | 静岡県 浜松市 天竜区 |
| -      | 中部天竜駅  | 2.5      | 62.4     |       | ●    | ●    |            | | ◇    | 静岡県 浜松市 天竜区 | 静岡県 浜松市 天竜区 | 静岡県 浜松市 天竜区 |
| -      | 佐久間駅    | 1.1      | 63.5     |       | ●    | ●    |            | | ｜   | 静岡県 浜松市 天竜区 | 静岡県 浜松市 天竜区 | 静岡県 浜松市 天竜区 |
| -      | 相月駅      | 5.0      | 68.5     |       | ●    | ↑    |            | | ｜   | 静岡県 浜松市 天竜区 | 静岡県 浜松市 天竜区 | 静岡県 浜松市 天竜区 |
| -      | 城西駅      | 2.0      | 70.5     |       | ●    | ●    |            | | ｜   | 静岡県 浜松市 天竜区 | 静岡県 浜松市 天竜区 | 静岡県 浜松市 天竜区 |
| -      | 向市場駅    | 2.8      | 73.3     |       | ●    | ↑    |            | | ｜   | 静岡県 浜松市 天竜区 | 静岡県 浜松市 天竜区 | 静岡県 浜松市 天竜区 |
| -      | 水窪駅      | 1.0      | 74.3     |       | ●    | ●    |            | | ◇    | 静岡県 浜松市 天竜区 | 静岡県 浜松市 天竜区 | 静岡県 浜松市 天竜区 |
| -      | 大嵐駅      | 6.5      | 80.8     |       | ●    | ↑    |            | | ◇    | 静岡県 浜松市 天竜区 | 静岡県 浜松市 天竜区 | 静岡県 浜松市 天竜区 |
| -      | 小和田駅    | 3.0      | 83.8     |       | ●    | ↑    |            | | ｜   | 静岡県 浜松市 天竜区 | 静岡県 浜松市 天竜区 | 静岡県 浜松市 天竜区 |
| -      | 中井侍駅    | 4.0      | 87.8     | 289   | ●    | ↑    |            | | ｜   | 長野県               | 下伊那郡             | 天龍村               |
| -      | 伊那小沢駅  | 2.3      | 90.1     | 291   | ●    | ●    |            | | ◇    | 長野県               | 下伊那郡             | 天龍村               |
| -      | 鶯巣駅      | 1.6      | 91.7     | 303   | ●    | ↑    |            | | ｜   | 長野県               | 下伊那郡             | 天龍村               |
| -      | 平岡駅      | 2.1      | 93.8     | 324   | ●    | ●    |            | | ◇    | 長野県               | 下伊那郡             | 天龍村               |
| -      | 為栗駅      | 4.7      | 98.5     | 319   | ○    | ●    |            | | ｜   | 長野県               | 下伊那郡             | 天龍村               |
| -      | 温田駅      | 3.7      | 102.2    | 340   | ●    | ●    |            | | ◇    | 長野県               | 下伊那郡             | 泰阜村               |
| -      | 田本駅      | 2.0      | 104.2    | 346   | ○    | ●    |            | | ｜   | 長野県               | 下伊那郡             | 泰阜村               |
| -      | 門島駅      | 3.7      | 107.9    | 350   | ●    | ●    |            | | ◇    | 長野県               | 下伊那郡             | 泰阜村               |
| -      | 唐笠駅      | 3.4      | 111.3    | 367   | ●    | ●    |            | | ｜   | 長野県               | 下伊那郡             | 泰阜村               |
| -      | 金野駅      | 2.3      | 113.6    | 384   | ○    | ●    |            | | ｜   | 長野県               | 飯田市               | 飯田市               |
| -      | 千代駅      | 1.2      | 114.8    | 380   | ○    | ●    |            | | ｜   | 長野県               | 飯田市               | 飯田市               |
| -      | 天竜峡駅    | 1.4      | 116.2    | 382   | ●    | ●    |            | | ◇    | 長野県               | 飯田市               | 飯田市               |
| -      | 川路駅      | 1.3      | 117.5    | 373   | ●    |      |            | | ｜   | 長野県               | 飯田市               | 飯田市               |
| -      | 時又駅      | 1.8      | 119.3    | 383   | ●    |      |            | | ◇    | 長野県               | 飯田市               | 飯田市               |
| -      | 駄科駅      | 1.8      | 121.1    | 411   | ●    |      |            | | ｜   | 長野県               | 飯田市               | 飯田市               |
| -      | 毛賀駅      | 1.4      | 122.5    | 403   | ●    |      |            | | ｜   | 長野県               | 飯田市               | 飯田市               |
| -      | 伊那八幡駅  | 1.1      | 123.6    | 414   | ●    |      |            | | ◇    | 長野県               | 飯田市               | 飯田市               |
| -      | 下山村駅    | 1.1      | 124.7    | 427   | ●    |      |            | | ｜   | 長野県               | 飯田市               | 飯田市               |
| -      | 鼎駅        | 1.0      | 125.7    | 450   | ●    |      |            | | ｜   | 長野県               | 飯田市               | 飯田市               |
| -      | 切石駅      | 2.0      | 127.7    | 493   | ●    |      |            | | ｜   | 長野県               | 飯田市               | 飯田市               |
| -      | 飯田駅      | 1.6      | 129.3    | 512   | ●    |      | ●          | | ◇    | 長野県               | 飯田市               | 飯田市               |
| -      | 桜町駅      | 0.8      | 130.1    | 520   | ●    |      | ▲          | | ｜   | 長野県               | 飯田市               | 飯田市               |
| -      | 伊那上郷駅  | 1.0      | 131.1    | 500   | ●    |      | ▲          | | ｜   | 長野県               | 飯田市               | 飯田市               |
| -      | 元善光寺駅◇ | 2.7      | 133.8    | 441   | ●    |      | ●          | | ◇    | 長野県               | 飯田市               | 飯田市               |
| -      | 下市田駅    | 1.8      | 135.6    | 435   | ●    |      | ｜         | | ｜   | 長野県               | 下伊那郡             | 高森町               |
| -      | 市田駅      | 1.2      | 136.8    | 440   | ●    |      | ●          | | ◇    | 長野県               | 下伊那郡             | 高森町               |
| -      | 下平駅      | 2.7      | 139.5    | 442   | ●    |      | ｜         | | ｜   | 長野県               | 下伊那郡             | 高森町               |
| -      | 山吹駅      | 1.0      | 140.5    | 460   | ●    |      | ｜         | | ｜   | 長野県               | 下伊那郡             | 高森町               |
| -      | 伊那大島駅  | 2.6      | 143.1    | 519   | ●    |      | ●          | | ◇    | 長野県               | 下伊那郡             | 松川町               |
| -      | 上片桐駅    | 3.8      | 146.9    | 607   | ●    |      | ●          | | ◇    | 長野県               | 下伊那郡             | 松川町               |
| -      | 伊那田島駅  | 1.3      | 148.2    | 635   | ●    |      | ｜         | | ｜   | 長野県               | 上伊那郡 中川村      | 上伊那郡 中川村      |
|        | 大沢信号場  | -        | 149.7    |       | ｜   |      | ｜         | | ◇    | 長野県               | 下伊那郡 松川町      | 下伊那郡 松川町      |
| -      | 高遠原駅    | 2.5      | 150.7    | 665   | ●    |      | ｜         | | ｜   | 長野県               | 上伊那郡 飯島町      | 上伊那郡 飯島町      |
| -      | 七久保駅    | 1.6      | 152.3    | 695   | ●    |      | ●          | | ◇    | 長野県               | 上伊那郡 飯島町      | 上伊那郡 飯島町      |
| -      | 伊那本郷駅  | 2.8      | 155.1    | 645   | ●    |      | ▲          | | ◇    | 長野県               | 上伊那郡 飯島町      | 上伊那郡 飯島町      |
| -      | 飯島駅      | 2.8      | 157.9    | 647   | ●    |      | ●          | | ◇    | 長野県               | 上伊那郡 飯島町      | 上伊那郡 飯島町      |
| -      | 田切駅      | 2.2      | 160.1    | 637   | ●    |      | ｜         | | ｜   | 長野県               | 上伊那郡 飯島町      | 上伊那郡 飯島町      |
| -      | 伊那福岡駅  | 2.8      | 162.9    | 663   | ●    |      | ●          | | ◇    | 長野県               | 駒ヶ根市             | 駒ヶ根市             |
| -      | 小町屋駅    | 1.5      | 164.4    | 672   | ●    |      | ●          | | ｜   | 長野県               | 駒ヶ根市             | 駒ヶ根市             |
| -      | 駒ケ根駅    | 1.2      | 165.6    | 674   | ●    | ●    | ●          | | ◇    | 長野県               | 駒ヶ根市             | 駒ヶ根市             |
| -      | 大田切駅    | 1.4      | 167.0    | 649   | ●    | ↓    | ▼          | | ｜   | 長野県               | 駒ヶ根市             | 駒ヶ根市             |
| -      | 宮田駅      | 2.1      | 169.1    | 648   | ●    | ●    | ●          | | ◇    | 長野県               | 上伊那郡 宮田村      | 上伊那郡 宮田村      |
| -      | 赤木駅      | 1.3      | 170.4    | 637   | ●    | ↓    | ▼          | | ｜   | 長野県               | 伊那市               | 伊那市               |
| -      | 沢渡駅◇     | 3.0      | 173.4    | 614   | ●    | ●    | ●          | | ◇    | 長野県               | 伊那市               | 伊那市               |
| -      | 下島駅      | 1.1      | 174.5    | 623   | ●    | ↓    | ▼          | | ｜   | 長野県               | 伊那市               | 伊那市               |
| -      | 伊那市駅    | 3.5      | 178.0    | 640   | ●    | ●    | ●          | | ◇    | 長野県               | 伊那市               | 伊那市               |
| -      | 伊那北駅    | 0.9      | 178.9    | 643   | ●    | ●    | ●          | | ◇    | 長野県               | 伊那市               | 伊那市               |
| -      | 田畑駅      | 2.1      | 181.0    | 650   | ●    | ↓    | ▼          | | ｜   | 長野県               | 上伊那郡             | 南箕輪村             |
| -      | 北殿駅      | 2.2      | 183.2    | 661   | ●    | ●    | ●          | | ◇    | 長野県               | 上伊那郡             | 南箕輪村             |
| -      | 木ノ下駅    | 2.4      | 185.6    | 676   | ●    | ↓    | ●          | | ｜   | 長野県               | 上伊那郡             | 箕輪町               |
| -      | 伊那松島駅  | 1.5      | 187.1    | 680   | ●    | ●    | ●          | | ◇    | 長野県               | 上伊那郡             | 箕輪町               |
| -      | 沢駅        | 2.6      | 189.7    | 702   | ●    | ●    | ●          | | ｜   | 長野県               | 上伊那郡             | 箕輪町               |
| -      | 羽場駅      | 1.9      | 191.6    | 723   | ●    | ●    | ●          | | ◇    | 長野県               | 上伊那郡             | 辰野町               |
| -      | 伊那新町駅  | 1.8      | 193.4    | 719   | ●    | ●    | ▼          | | ◇    | 長野県               | 上伊那郡             | 辰野町               |
| -      | 宮木駅      | 1.2      | 194.6    | 720   | ●    | ↓    | ●          | | ｜   | 長野県               | 上伊那郡             | 辰野町               |
| -      | 辰野駅◇     | 1.1      | 195.7    | 722.8 | ●    | ●    | ●          | 東日本旅客鉄道：■中央本線（支線 塩尻・岡谷方面） | ◇    | 長野県               | 上伊那郡             | 辰野町               |

### リニア乗り換え新駅計画
飯田市内の伊那上郷駅 - 元善光寺駅間でリニア中央新幹線と交差する予定で、付近にはリニア中央新幹線の駅も設置される予定である。飯田線への乗り換え新駅の設置については、飯田市の市長に新駅の設置を取り止め既存の元善光寺駅と新しい交通システムで結ぶことを公約に掲げた佐藤健が2020年に就任したことで中止された。

### 廃止区間
括弧内の数値は起点からの営業キロを表す。
貨物支線（1943年〈昭和18年〉廃止）
豊橋駅 (0.0 km) - 船町駅 (1.7 km)
西豊川支線（1956年〈昭和31年〉廃止）
豊川駅 (0.0 km）- 西豊川駅 (2.4 km）- 北東門駅（3.4 km）
国鉄線としては廃止後も、この線路自体は日本車輌製造豊川製作所の専用線として存続している。西豊川駅 - 北東門駅間は、豊川海軍工廠が閉鎖された1945年（昭和20年）10月頃に廃止され、豊川駅 - 西豊川駅間は1956年（昭和31年）9月15日に廃止された。
ダム建設による線路付け替え区間（1955年〈昭和30年〉廃止）
佐久間駅 (0.0 km) - 豊根口駅 (3.0 km) - 天龍山室駅 (6.4 km) - 白神駅 (10.5 km) - 大嵐駅 (13.3 km)

### 廃駅
#廃止区間にある駅を除く。括弧内は豊橋駅起点の営業キロ。軌道線時代の廃駅は「伊那電気鉄道#駅一覧」を参照。
- 遠山口駅 : 平岡駅 - 為栗駅間 (95.1 km) - 1951年廃止
- 我科停留場 : 為栗駅 - 温田駅間（100.9 km付近）
- 開善寺前停留場 : 川路駅 - 時又駅間 (118.4 km) - 1943年廃止
- 伊那赤坂停留場 : 飯島駅 - 田切駅間 (159.1 km) - 1943年廃止
- 駒ヶ原停留場 : 大田切駅 - 宮田駅間（168.0 km付近） - 1918年廃止
- 音徳寺坂停留場 : 赤木駅 - 沢渡駅間（172.3 km付近） - 1923年廃止
- 唐木停留場 : 沢渡駅 - 下島駅間 - 1923年廃止
- 小黒停留場 : 下島駅 - 伊那市駅間 - 1923年廃止
- 入舟停留場 : 伊那市駅 - 伊那北駅間 (178.4 km) - 1943年廃止
- 西町駅 : 宮木駅 - 辰野駅間 (195.3 km) - 1943年廃止

### 過去の接続路線
- 小坂井駅 : 名鉄小坂井支線 - 1954年12月25日廃止
- 本長篠駅 : 豊橋鉄道田口線 - 1968年9月1日廃止

## 関連作品

### 漫画・アニメ
ゆうきまさみ著の『究極超人あ〜る』において、この路線のスタンプラリーをモチーフにしたオリジナルアニメビデオ (OVA) が制作された。監督知吹愛弓、音楽山本正之、田中公平、音響監督千葉繁。1991年10月発売。

### 音楽
- 『飯田線のバラード』 - 上述のアニメの劇中歌。作詞・作曲山本正之。1991年11月発売。ラブソングの歌詞の中に「飯田線」が読み込まれている[78]。
- 『飯田線』 - 小沢あきこ（小沢亜貴子）の演歌。2018年2月発売。作詞幸田りえ、作曲合田道人、編曲伊戸のりお。2018年2月シングル発売。2018年11月発売のアルバム『全曲集 飯田線』に収録[79]。